# 香港藝術館
香港藝術館（英語：Hong Kong Museum of Art），位於香港九龍油尖旺區尖沙咀梳士巴利道10號，是康樂及文化事務署轄下的博物館之一，原址位於中環香港大會堂頂層，1991年遷入，是香港展覽本地、中國及世界各地的藝術品的主要場地，館藏逾17,000件、涵蓋中國書畫、古代文物、外銷藝術、畫作、現代藝術及香港藝術家的創作成果等。香港藝術館不時舉行各類型的藝術展覽。

## 歷史
香港藝術館的前身香港博物美術館（英語：City Museum and Art Gallery），由市政局於1962年成立，起初設於香港島中環愛丁堡廣場的大會堂高座頂層9至11樓，是香港第一所公立美術館。1962年5月，舉辦首個大型展覽「今日的香港藝術」。至1974年正式分拆成香港博物館（即今香港歷史博物館）及香港藝術館。香港博物館於1975年遷往星光行，香港藝術館則保留在香港大會堂直至1991年11月15日遷入尖沙咀海旁現址，新館斥資2.35億港元興建，由時任香港總督衞奕信爵士夫人與市政局主席梁定邦主持揭幕儀式。
藝術館於2015年8月閉館4年，由建築署高級建築師馮慧雯負責進行翻新及擴建，於2019年11月30日重新開放。

### 分館
香港藝術館現有1家分館，是位於金鐘香港公園內的茶具文物館（前身為駐港英軍的三軍司令官邸）。

## 藝術館大樓
香港藝術館的建築由建築署時任署長李銘根負責設計，外牆設計及飾面跟香港文化中心大同小異，但由保華建築有限公司承建，而非由文化中心的承建商 - 日本熊谷組負責興建。香港藝術館的外牆亦設有參與幻彩詠香江的鐳射燈光音樂匯演之裝置。

### 翻新後佈局

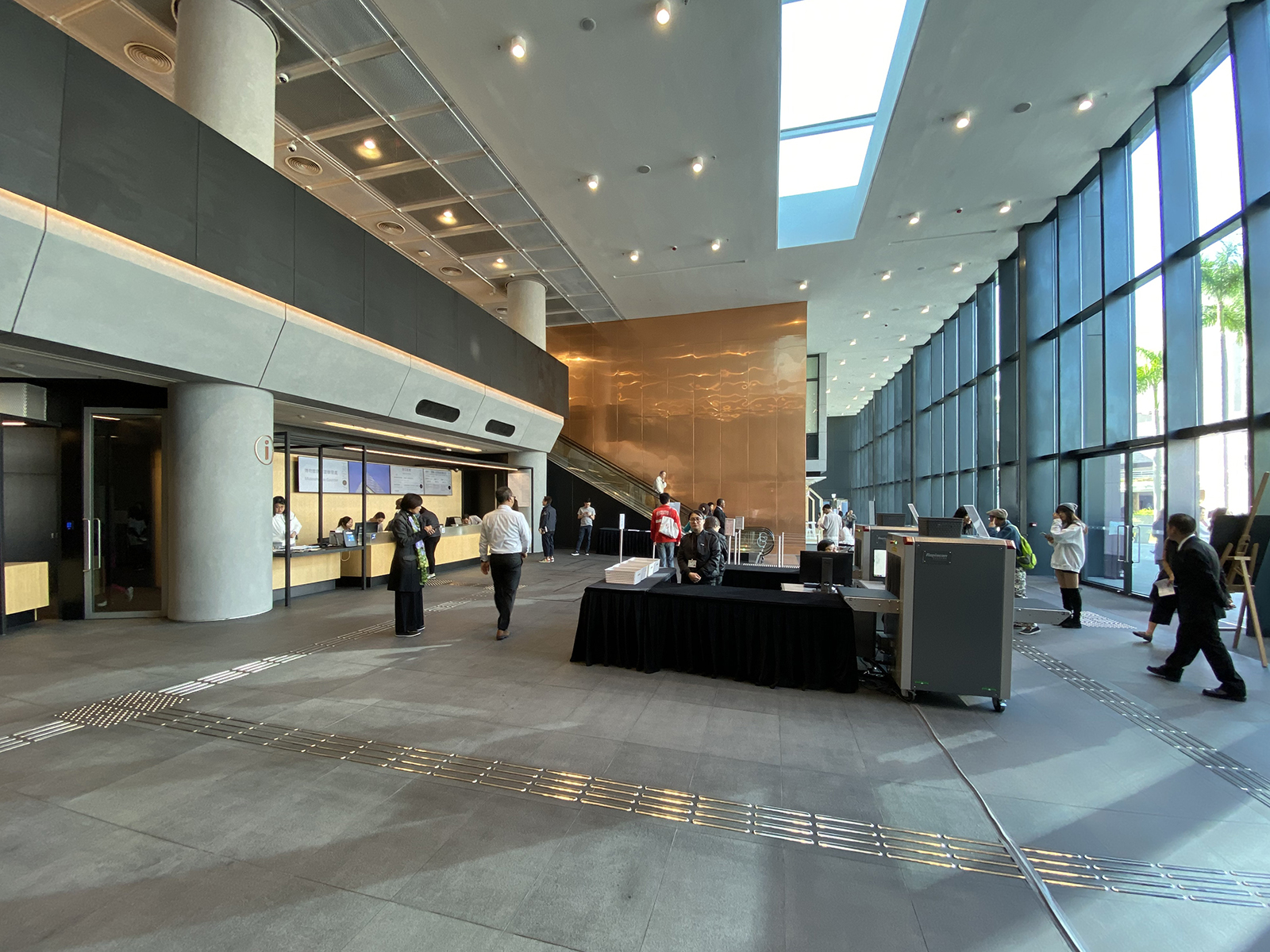
翻新後地下大堂

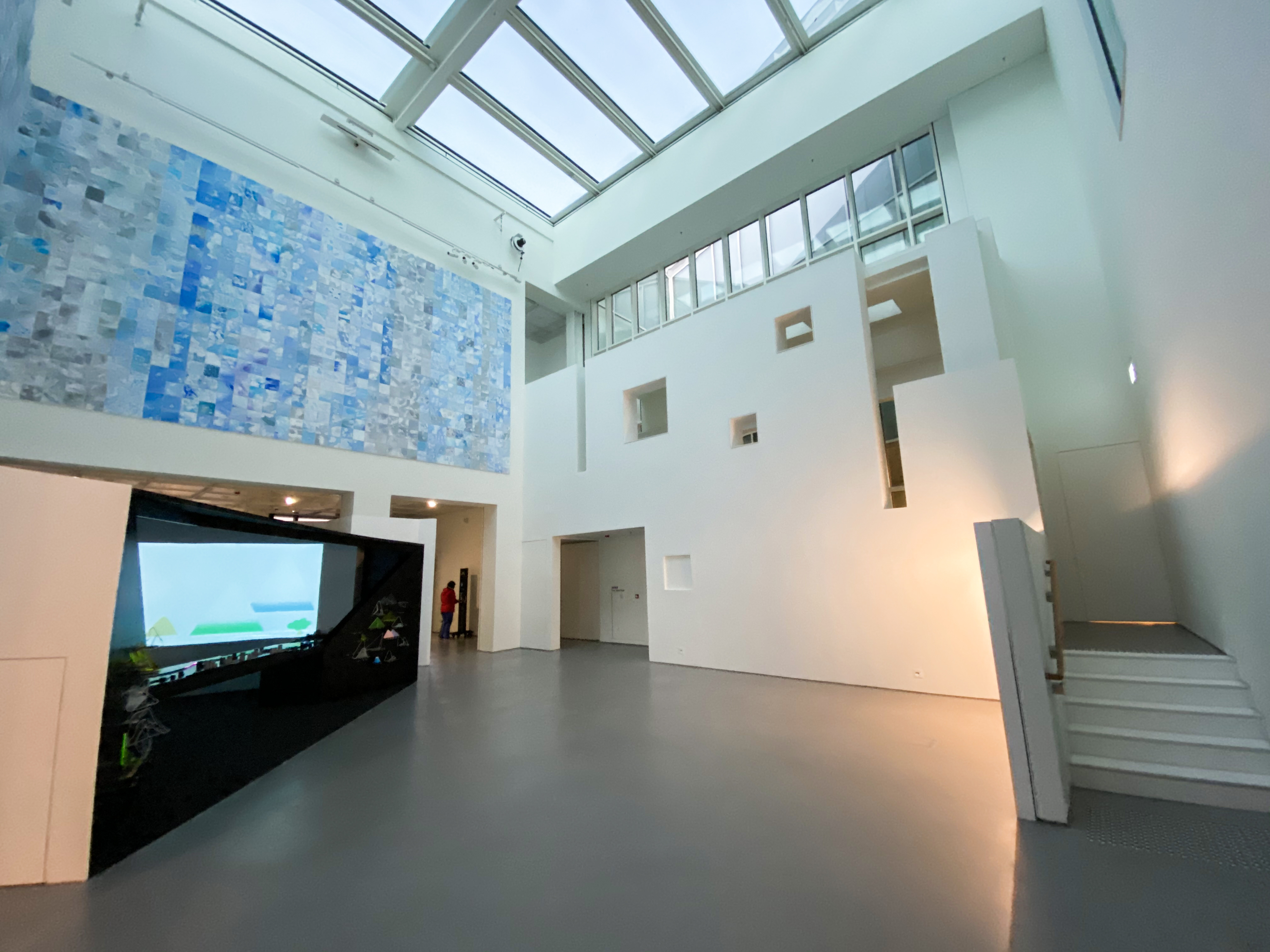
翻新後別館（下）

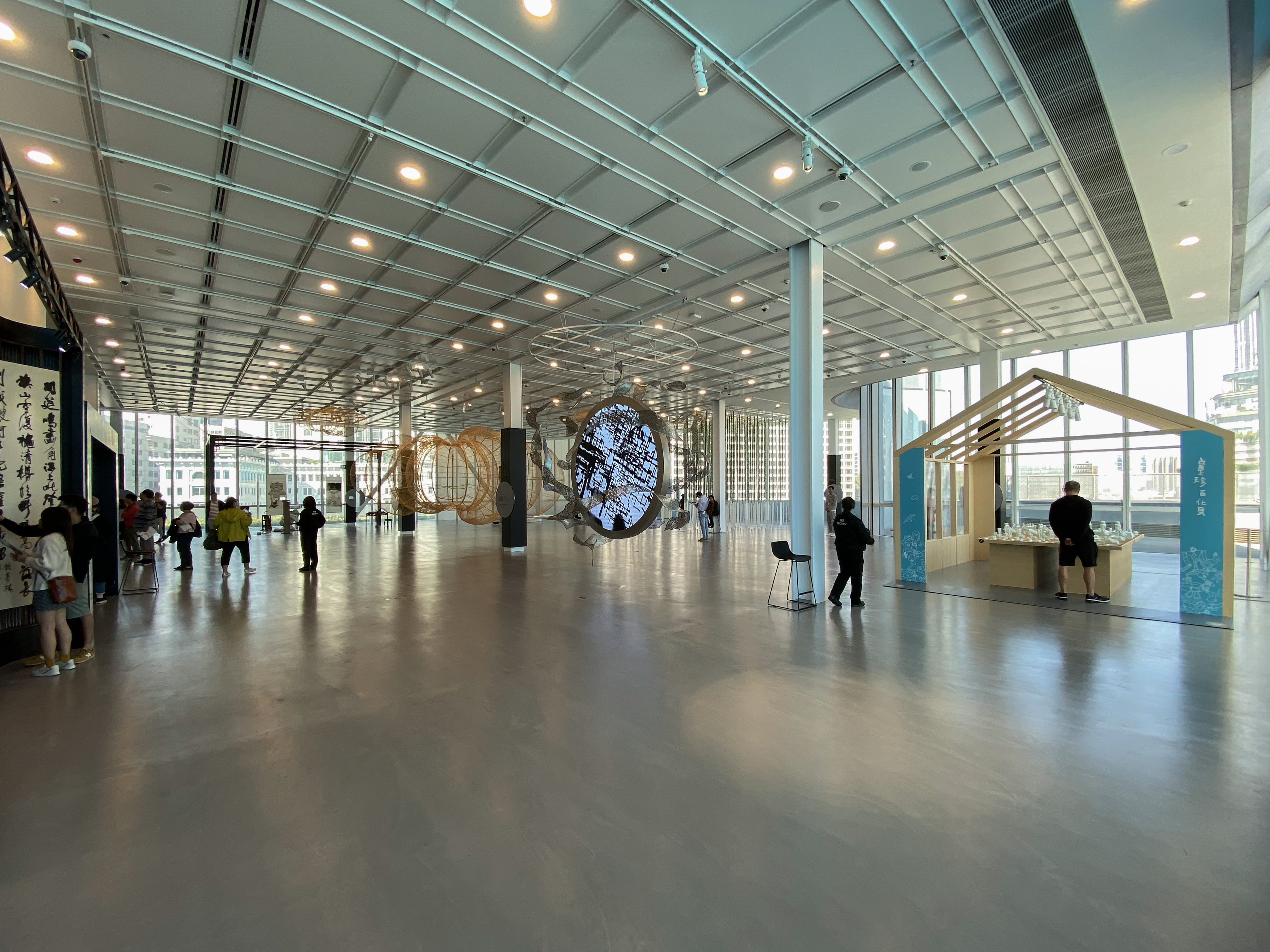
翻新後5樓新空間設落地大玻璃

翻新後入口改為地下，並設兩間海景餐廳。展覽空間將由原來6,019平方米，增至約10,000平方米。其中位於頂層的新展廳佔地800平方米，設三面落地大玻璃，讓市民可270度欣賞維多利亞港美景。
- 五樓：新視閣、新空間
- 四樓：至樂樓藏中國書畫館、吳冠中藝術廳、靜觀樓藏品廳、文物修復辦事處
- 三樓：中國文物廳、外銷藝術廳
- 二樓：專題廳、虛白齋藏中國書畫館、香港藝術廳
- 一樓：匯堂、別館（上）、澳洲餐廳HUE Dining Room
- 地下：大堂、別館（下）、藝術館禮品店、INK咖啡店
- 地庫：活動室、藝術館資源中心、演講廳

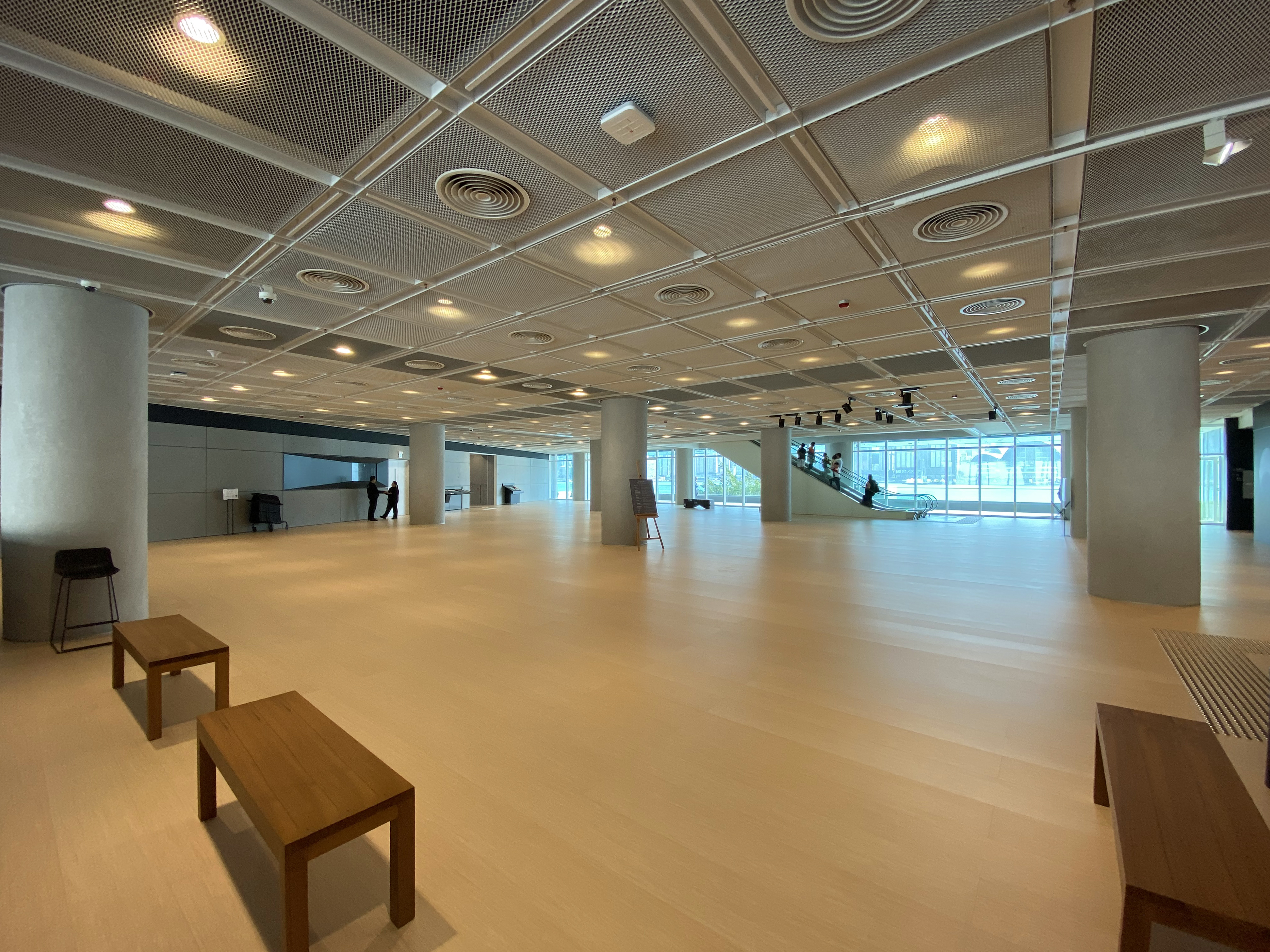
1樓大堂
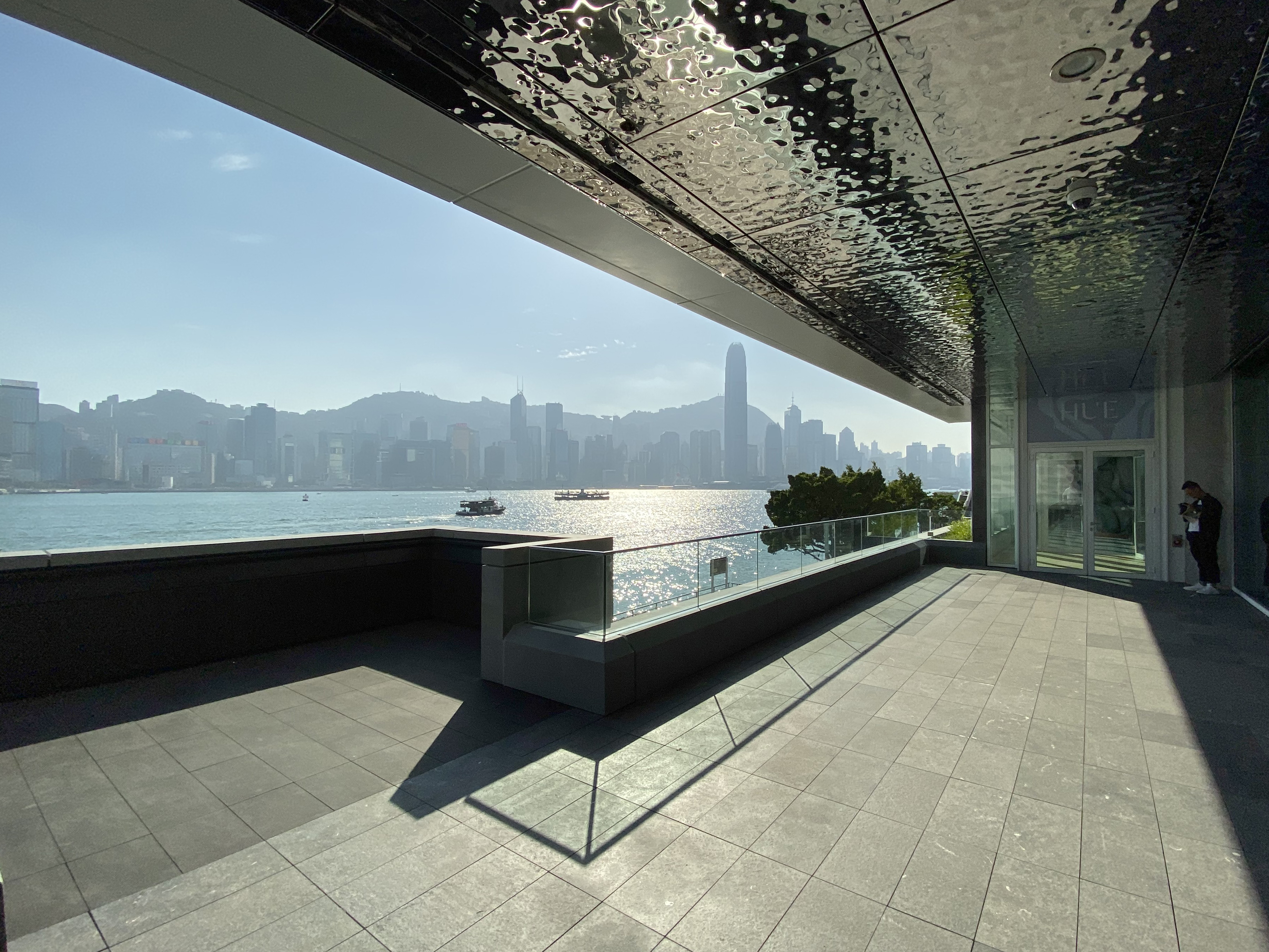
1樓戶外平台
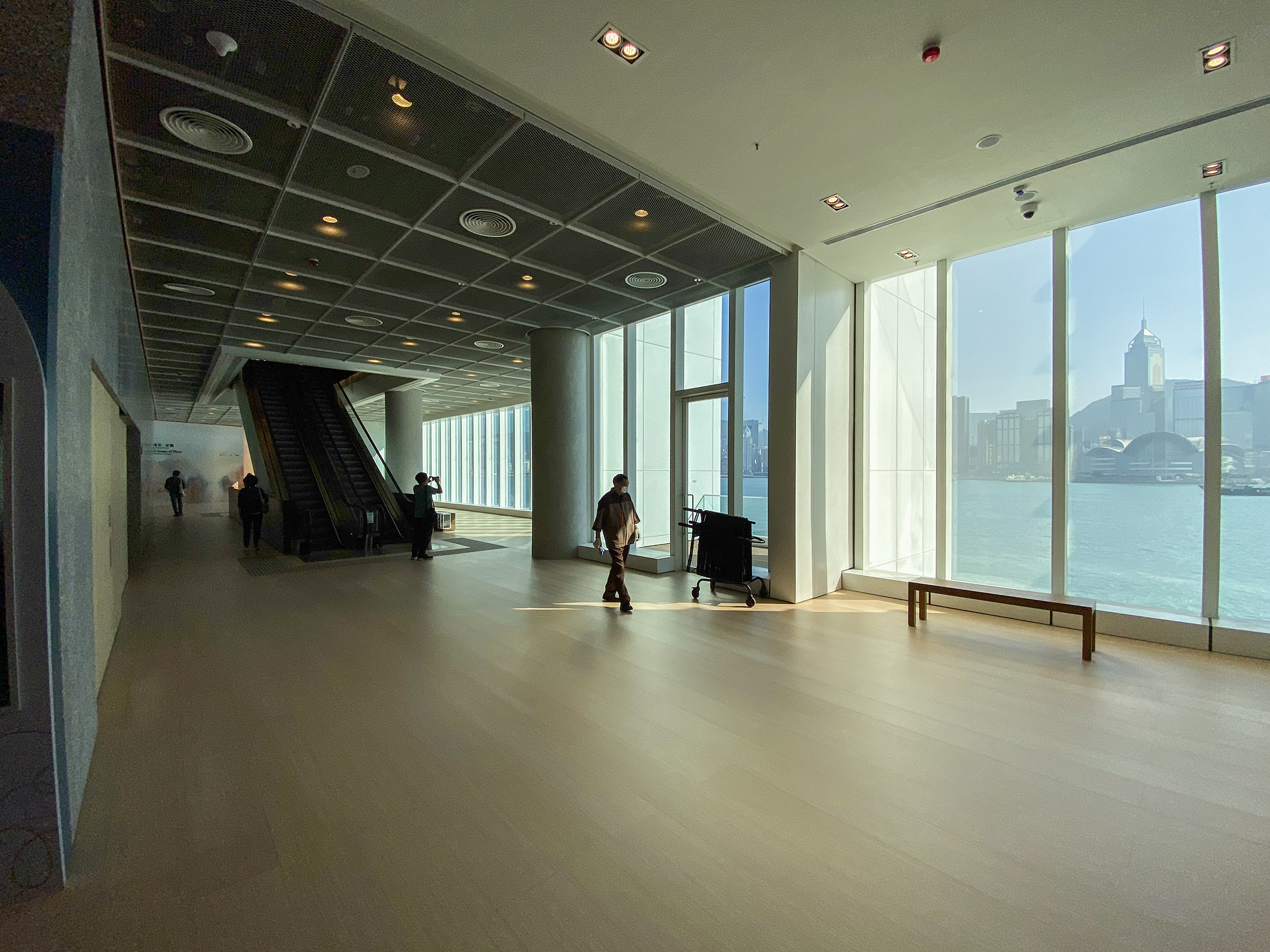
2樓落地大玻璃
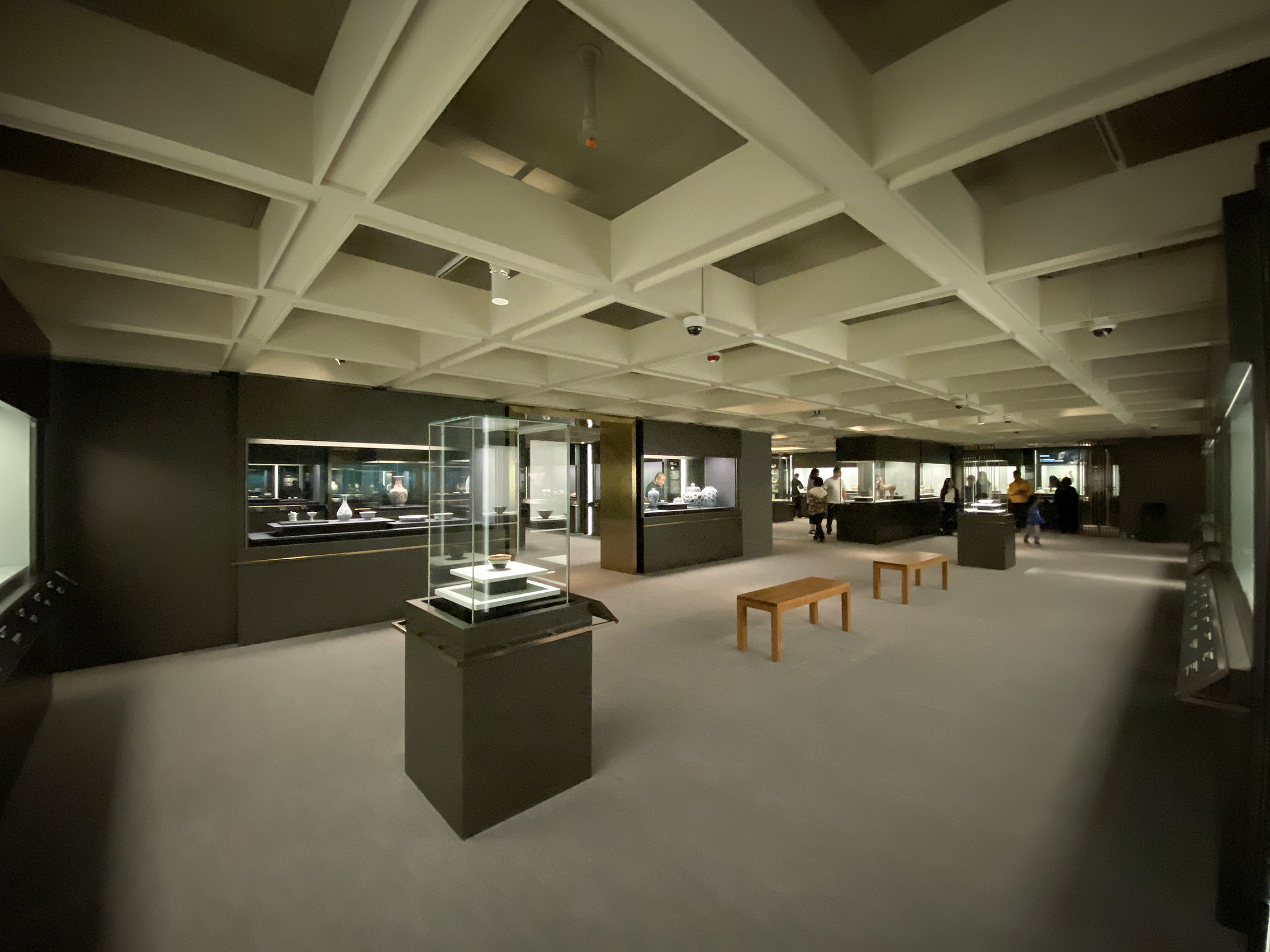
3樓中國文物廳
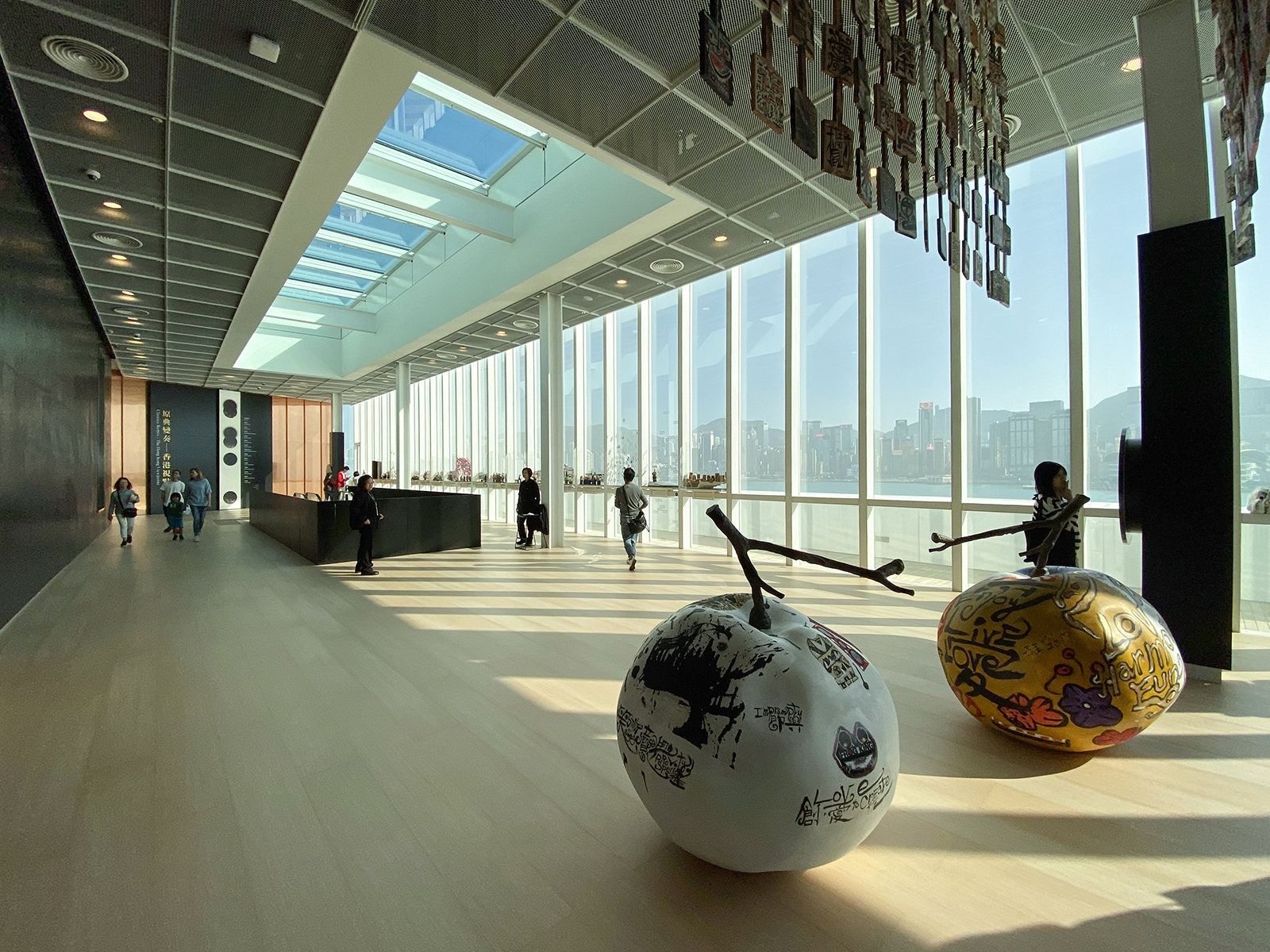
5樓

### 翻新前佈局

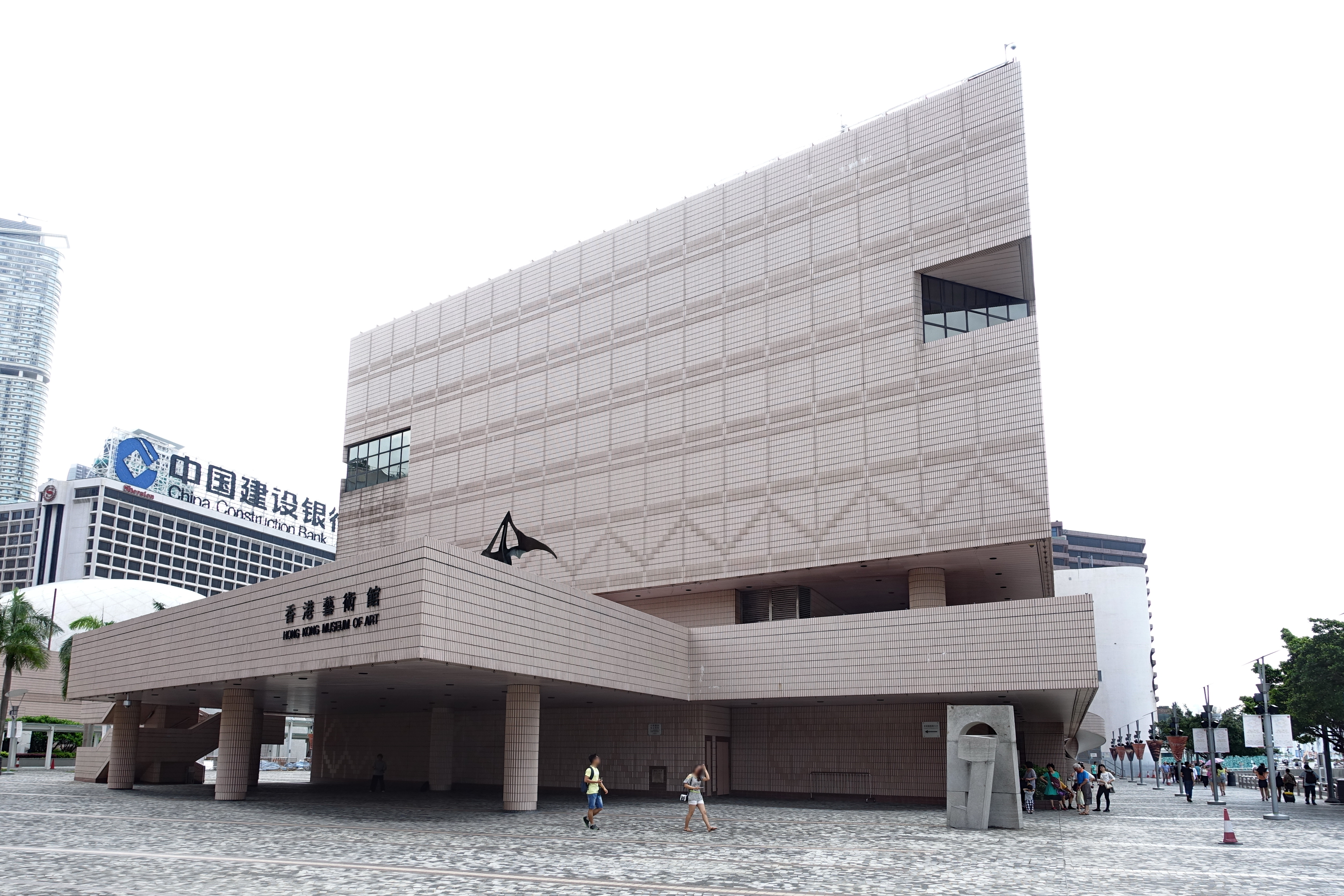
翻新前香港藝術館西面，右為星光大道

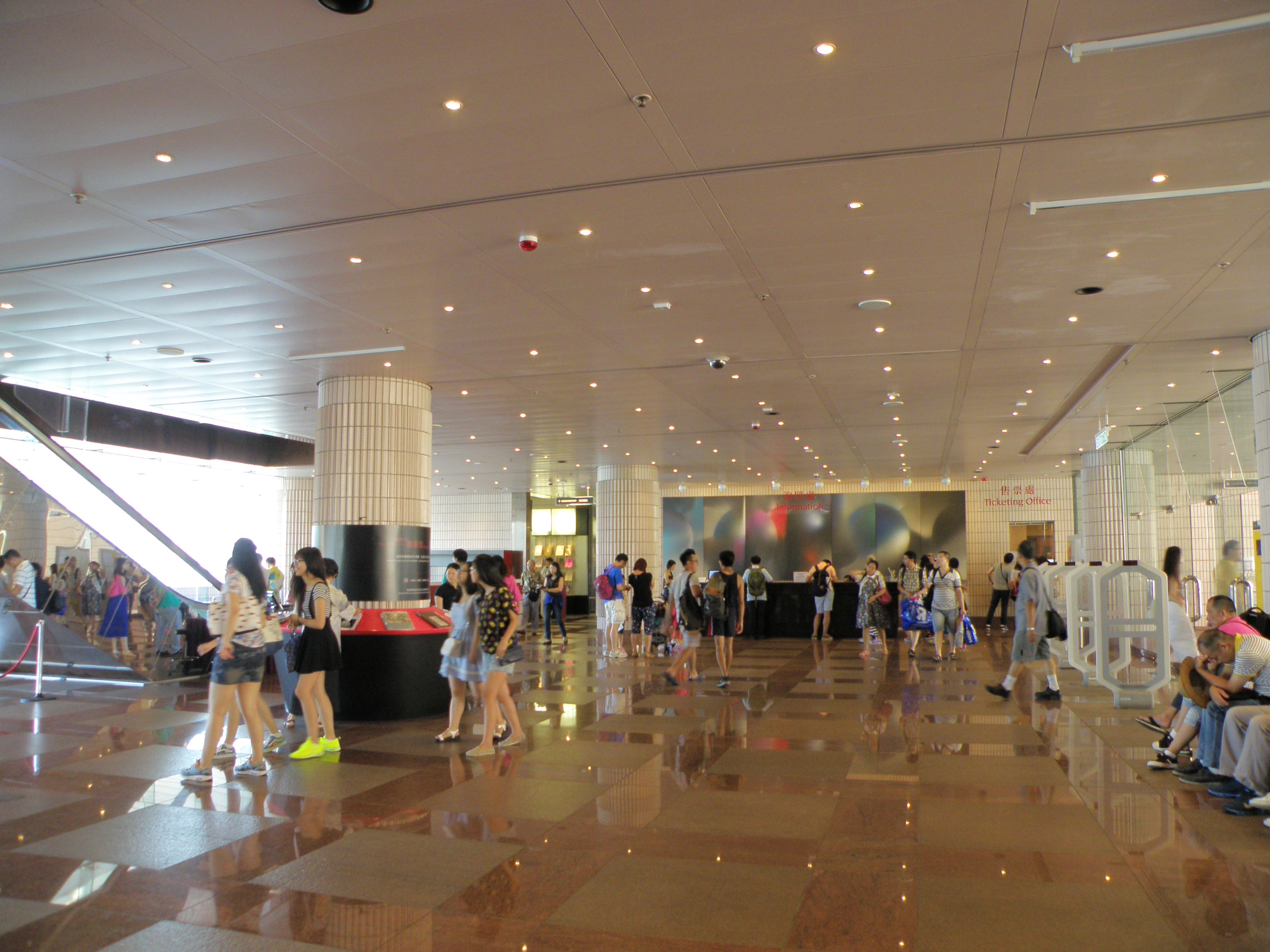
翻新前香港藝術館入口大堂

藝術館分東、西兩座，樓高四層及地庫，樓面總面積為17,530平方米。館內大堂設於1樓，有7個展覽廳，面積共6,019平方米，分佈如下：
- 四樓：中國書畫展覽廳
- 三樓：中國文物展覽廳（1）、專題展覽廳（2）
- 二樓：專題展覽廳（1）、虛白齋藏中國書畫館、當代香港藝術展覽廳
- 一樓：大堂、中國文物展覽廳（2）、雕塑院、書店
- 地庫：演講廳

而翻新前設書店「大業藝苑」，位於藝術館一樓大堂，於1991年開業，非由香港藝術館營運。訪客可以找到不少中國藝術書籍，包括書法、畫作、雕塑、家具、陶瓷、玻璃、煙具、光碟、香港名設計師設計之禮品及香港藝術館出版的書籍。藝術館一樓平台設「藝術茶座」餐廳，面向維多利亞港。

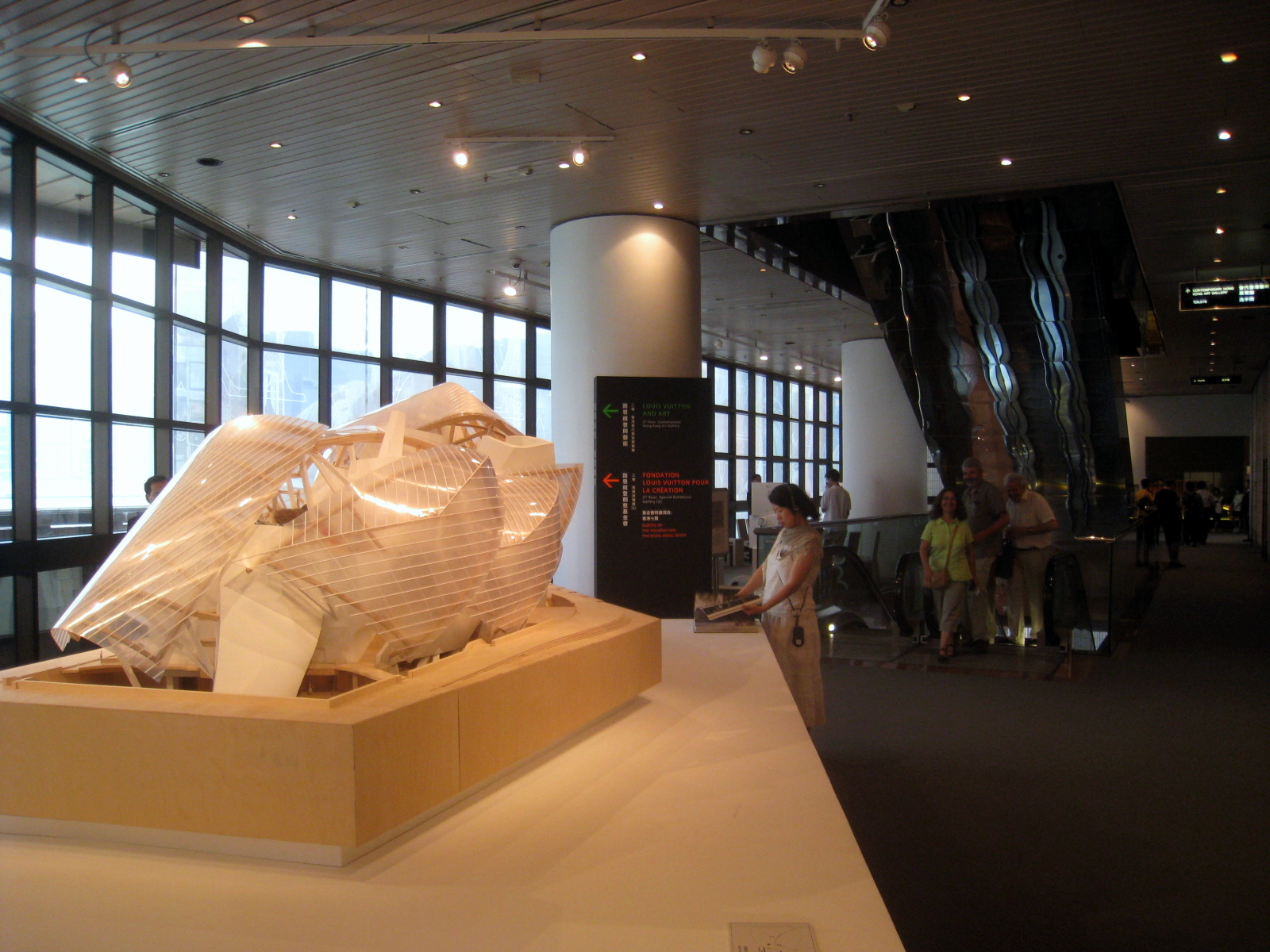
香港藝術館3樓
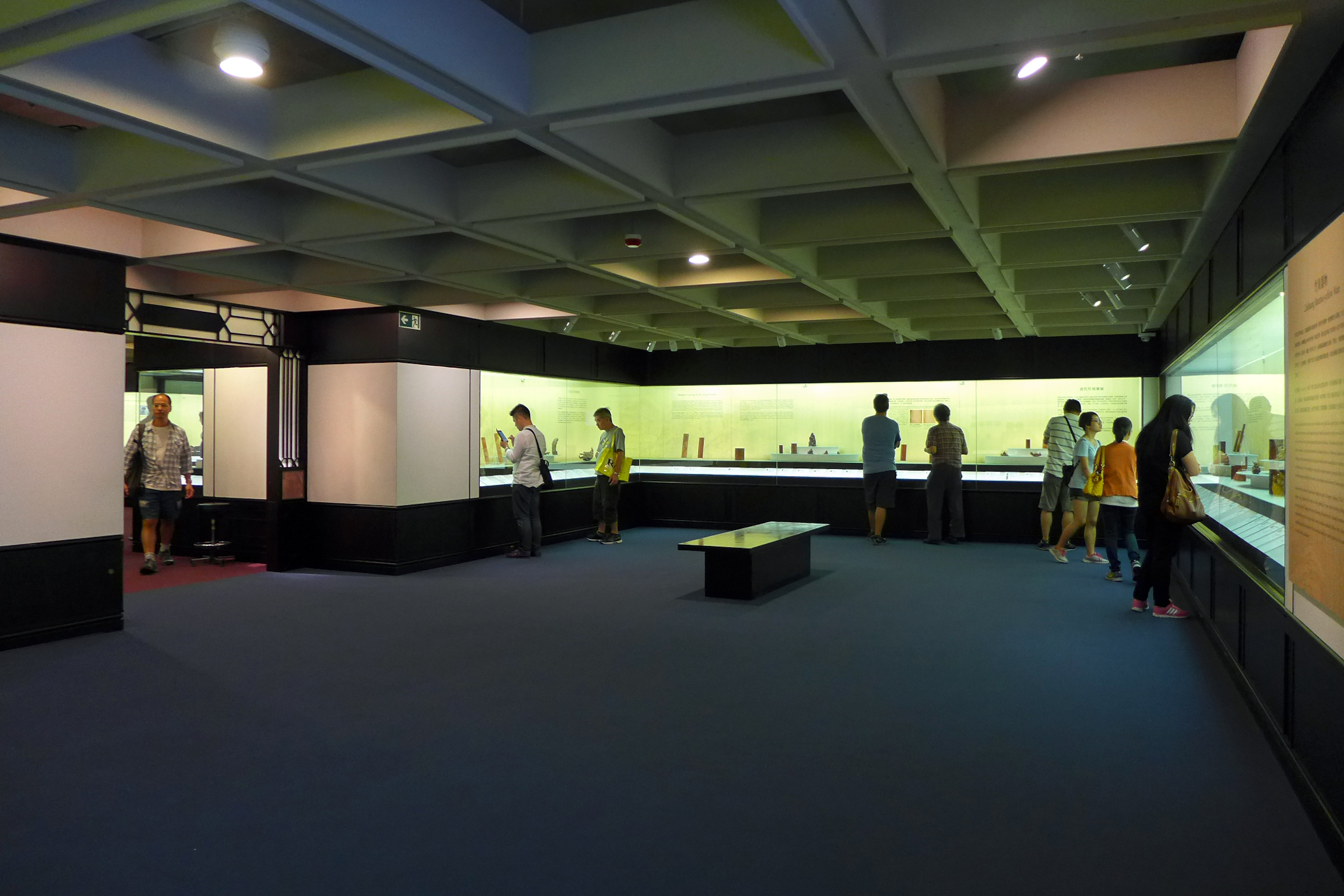
藝術館3樓的中國文物展覽廳
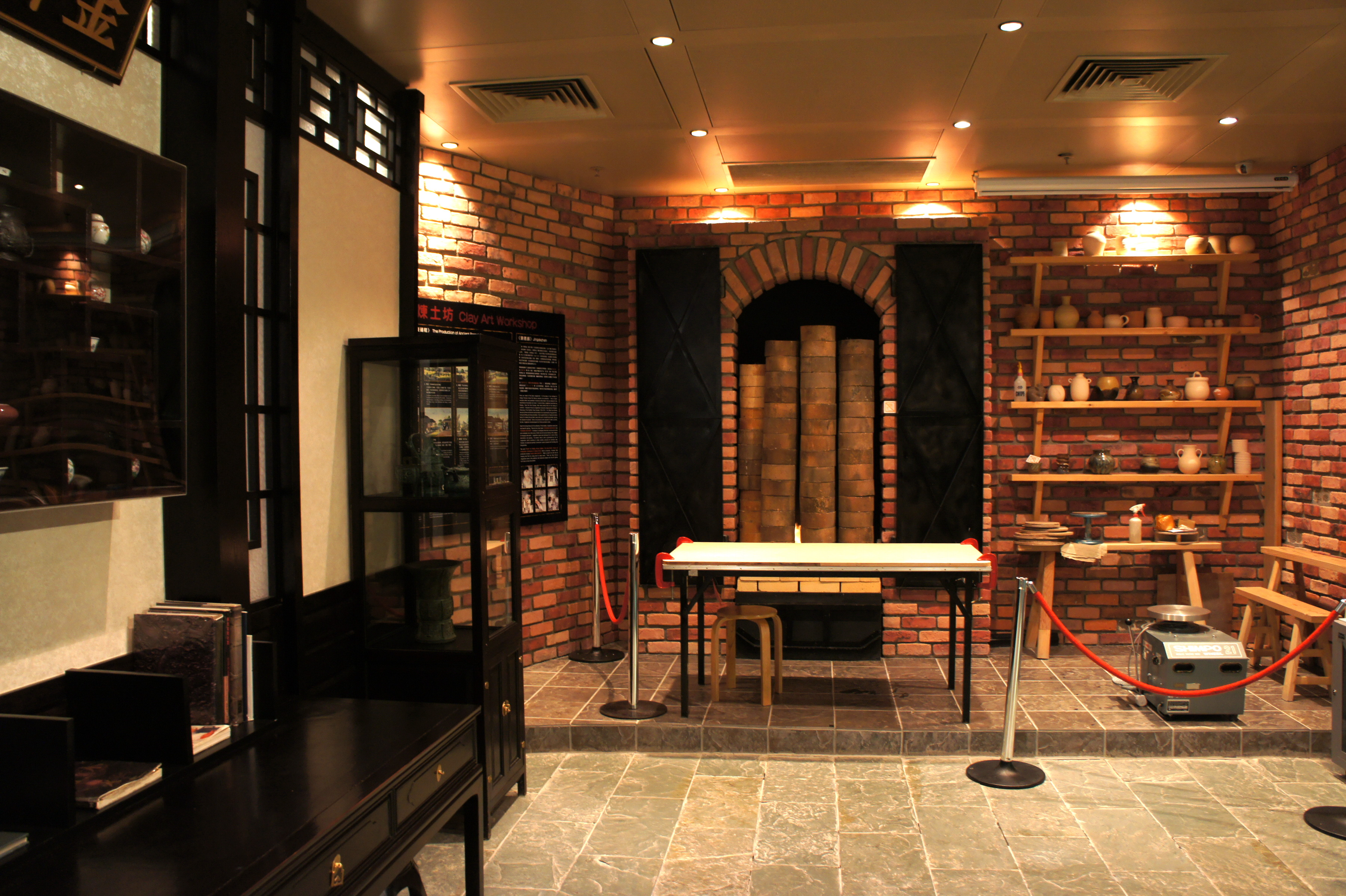
藝術館3樓的中國文物展覽廳教育角
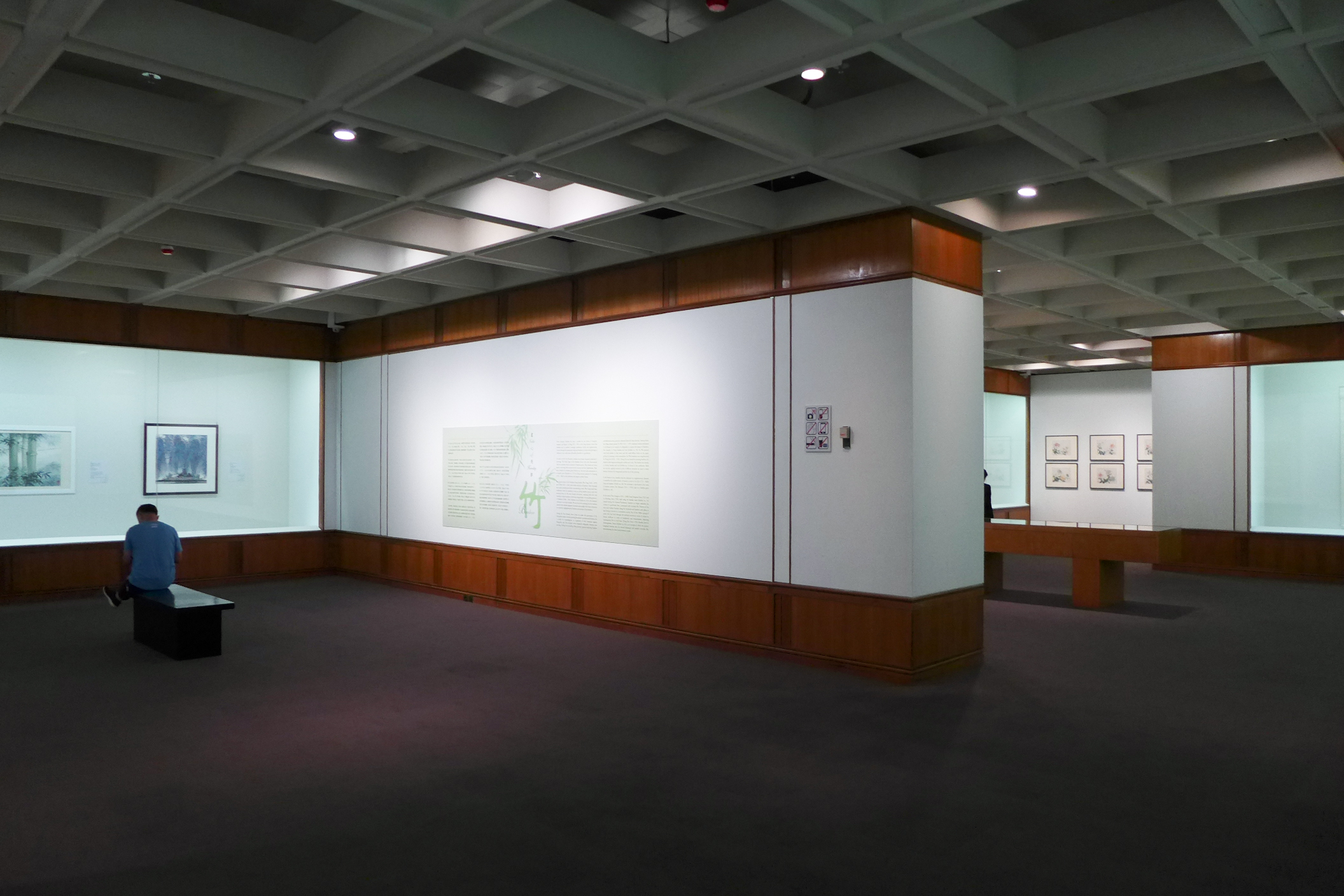
四樓中國書畫展覽廳
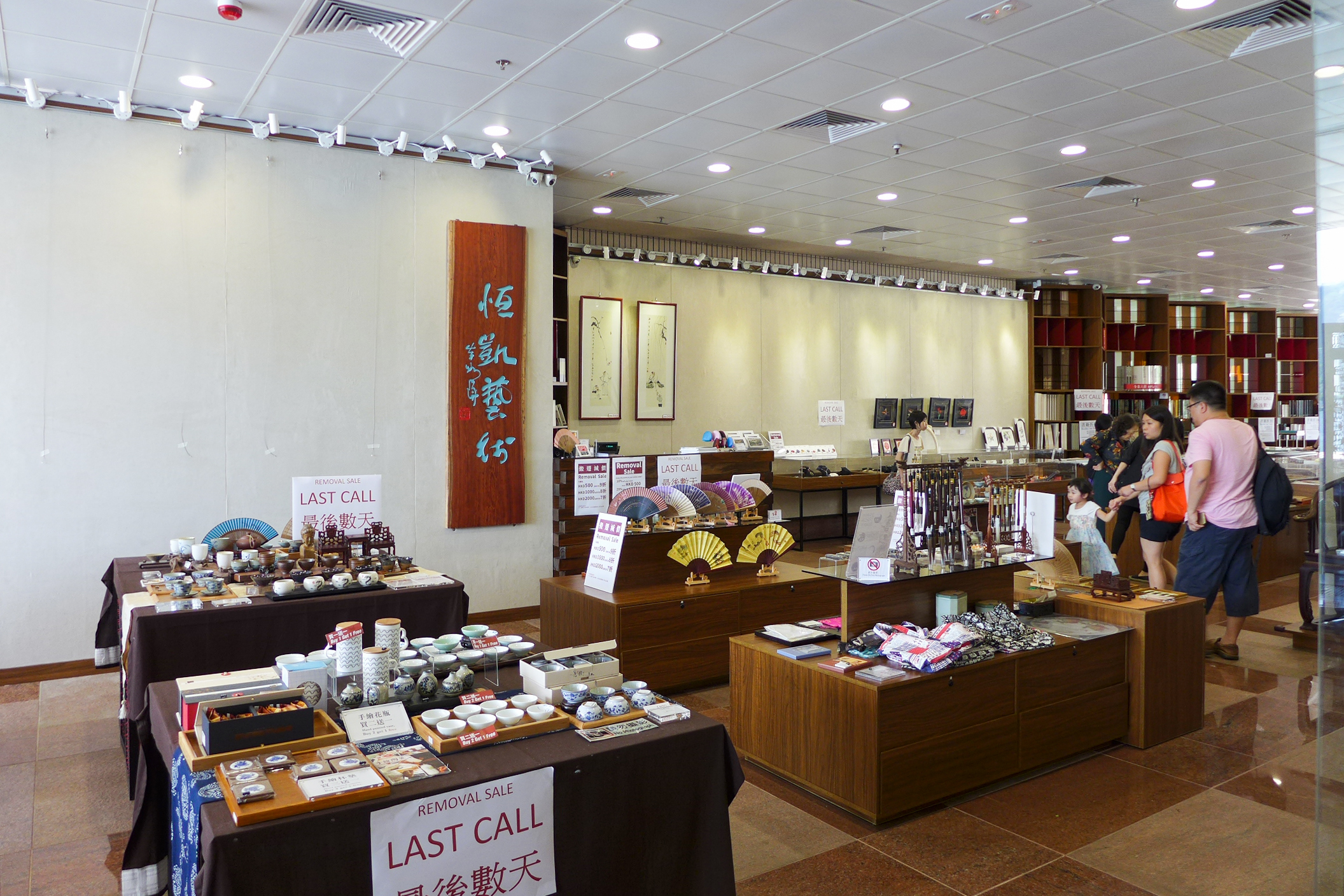
「大業藝苑」書店

### 翻新廣場
2012年年底，康樂及文化事務署計劃翻新香港藝術館的設施及外觀設計。首階段工程將會移走位於香港藝術館前花園西則地段的花槽及園景，創建空間以陳列藝術品，擺放如《藝術家箴言》等的藝術地誌；重新鋪蓋地磚，營造新廣場的美感；將公園入口的羅馬柱式門樓及連接公眾停車場的有蓋行人通道拆卸，開通由彌敦道眺望維多利亞港的效果；又會加置草地，供予公眾休憩及欣賞維多利亞港的景色，工程於2013年展開及在2014年竣工。

### 改建工程

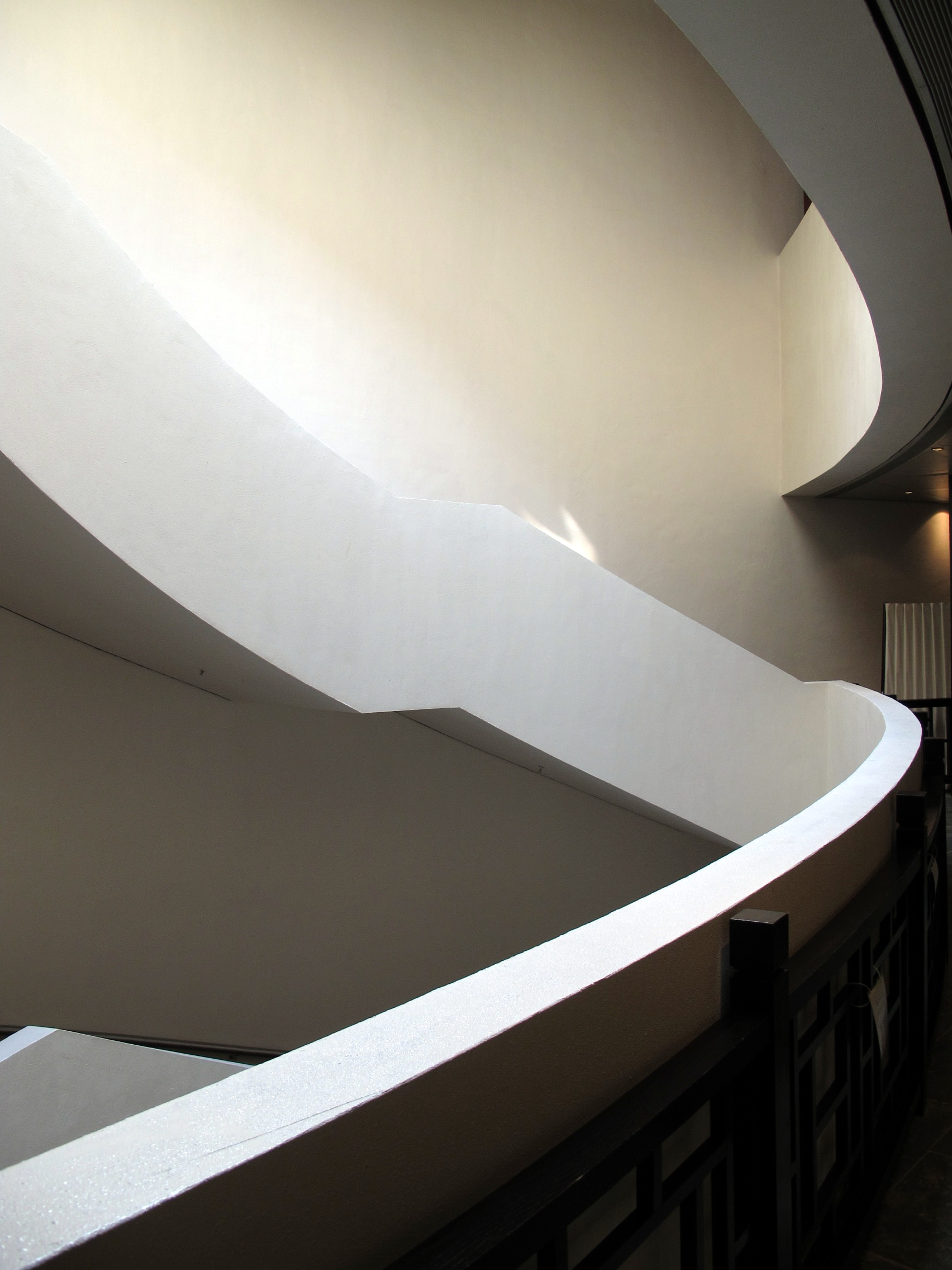
翻新前館內設樓梯連接2至4樓，惟一直未有開放

考慮到香港藝術館迄今有逾20年歷史，館內不少設施老化，展廳和儲藏空間不敷應用，藝術館的建築外觀亦欠缺獨特風格，難以成為文化地標。
康樂及文化事務署計劃於次階段工程提昇藝術館的設施及外觀設計，包括裝修現有4座展覽廳、建設地標式入口大堂、將1樓改裝為多功能廳（可以作為陳列、表演及宴會等多種用途）、在1樓平台額外興建面積約2,400平方米的兩座設展廳（主要舉辦古今中外不同主題的展覽）、展品儲藏室及海旁樓梯等。而展覽廳會由7個增至12個，每個展廳的樓底由擴建前的約3.5米，增加至5米至9米；4樓增設免費開放的吳冠中展覽廳和至樂樓中國書畫展覽廳。
在天台5樓會額外興建建面積約1,200平方米、以落地玻璃幕牆圍封的展覽廳（展示香港藝術家的作品，包括大型雕塑及跨媒體裝置等），並且可以眺望周邊景色的綠庭園和多功能空間，融入維多利亞港及城市景觀。然而，因為此工程將會使藝術館的總建築高度超越尖沙咀分區計劃的高度限制，因此需要向城規會申請放寬。而為了讓參觀者欣賞展品時不受外來太陽的紫外線影響，展覽廳選用夾層玻璃同夾絲網。
翻新工程還包括美化外牆，將外牆改成灰色波浪形，並以水泥纖維板製造，有助隔熱。在地面樓層建當代設計意味的玻璃結構和走廊，並且連接在地面新興建的入口大堂及重新設置餐廳及書店。又會建造樓梯方便公眾由文化中心廣場及尖沙咀海濱公園到達藝術館1樓入口及多功能廳，並且將會改建大堂，增加更多出入口，方便公眾由彌敦道、梳士巴利道及香港星光大道等不同地點前往香港藝術館，並且配合經過重新設計及組合的路標指示。
建築署在2013年進行改建工程的詳細設計，工程於2014年年底展開，2017年竣工。最後定於2015年8月3日起閉館4年進行翻新及擴建，耗資9.3億元，2019年11月30日重新開放。擴建後改為分段式入場，而特展需付費參觀，常設展則免費開放。在藝術館重開初期，訪客需要網上預約登記入場證參觀。重開後首個特展為「觀景．景觀——從泰納到霍克尼」，由香港藝術館首次與英國泰特美術館合辦。
現時訪客毋須網上預約，可直接入場參觀。

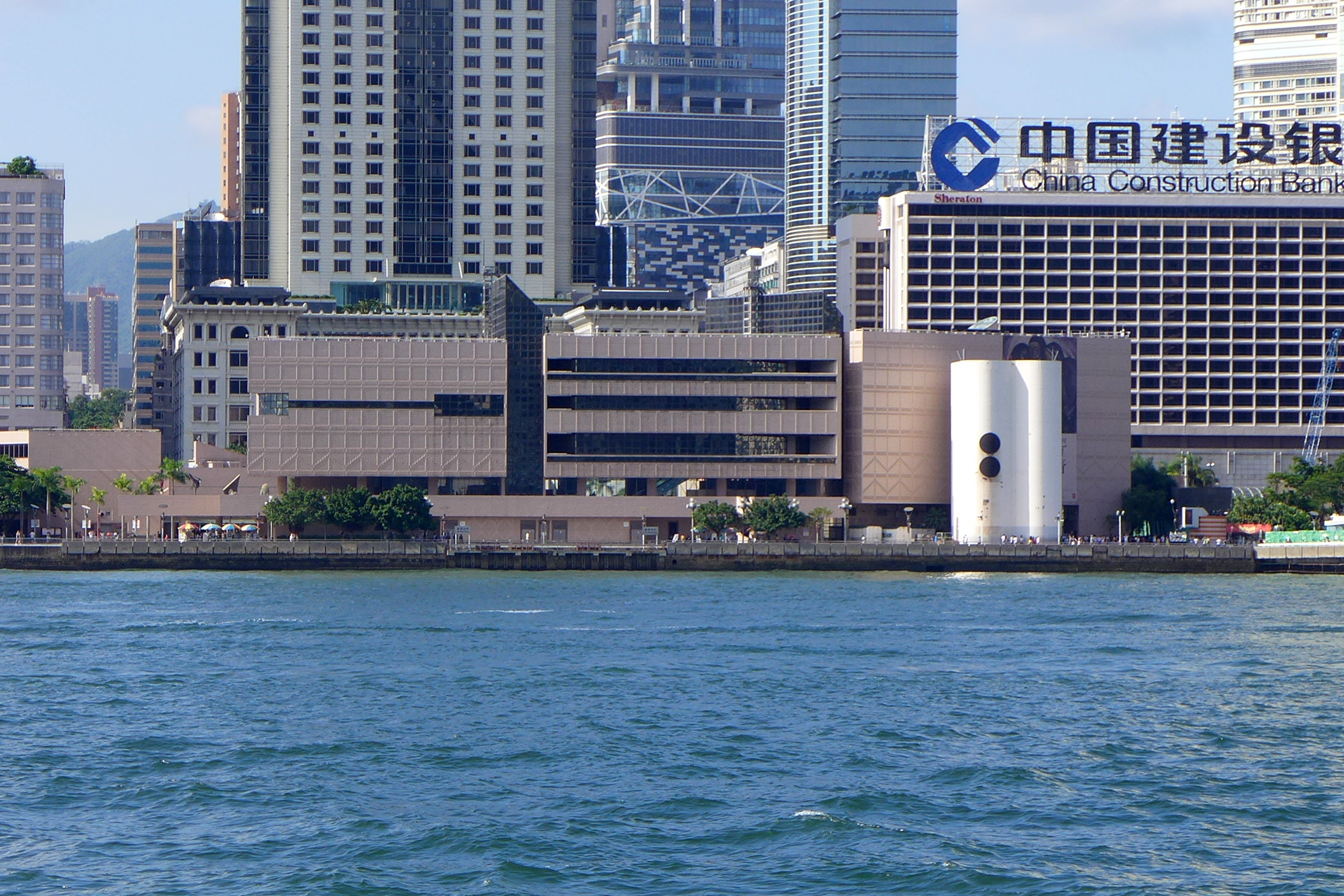
翻新前的香港藝術館 （2014年8月）
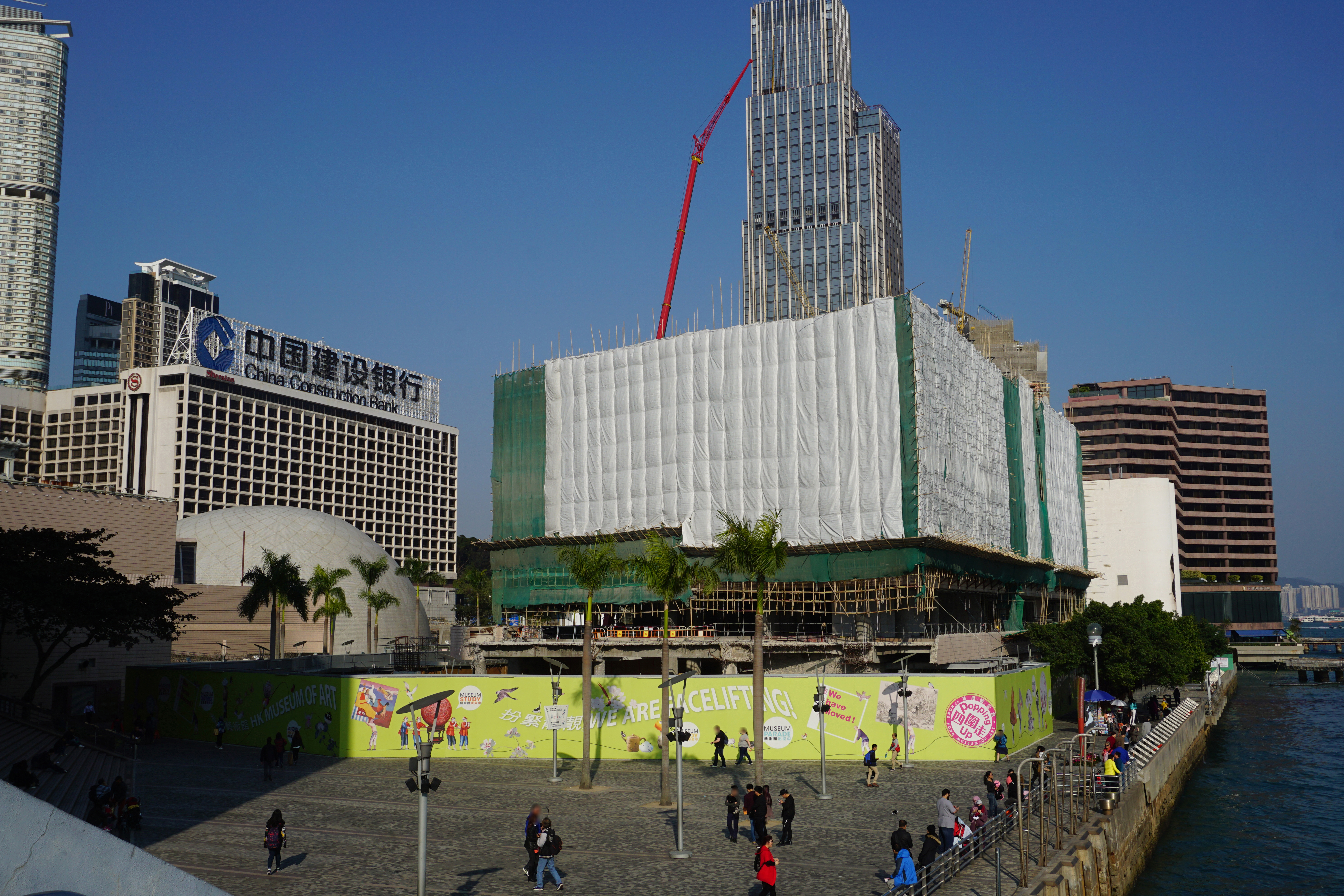
改建中的香港藝術館 （2017年2月）
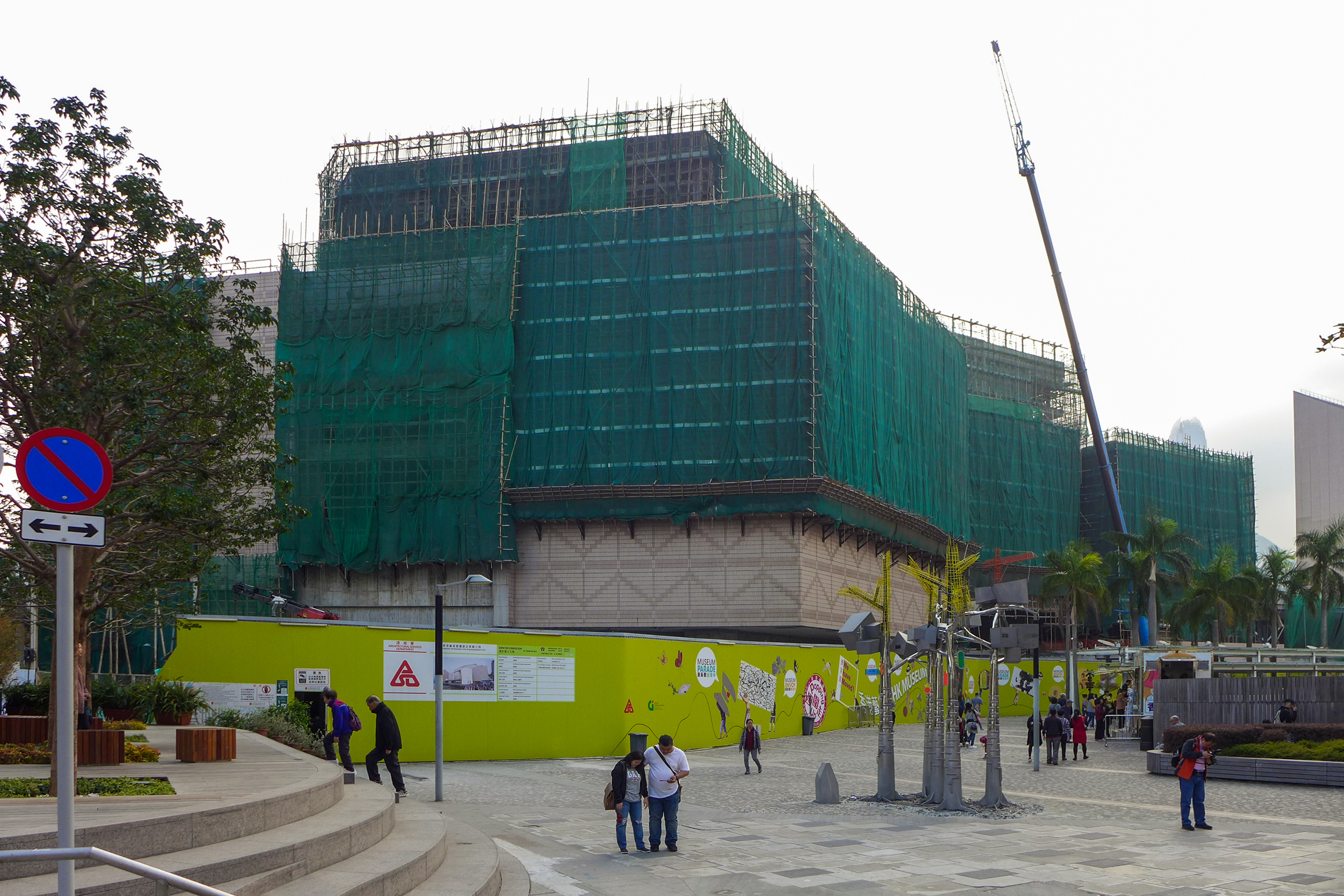
改建中的香港藝術館 （2017年11月）
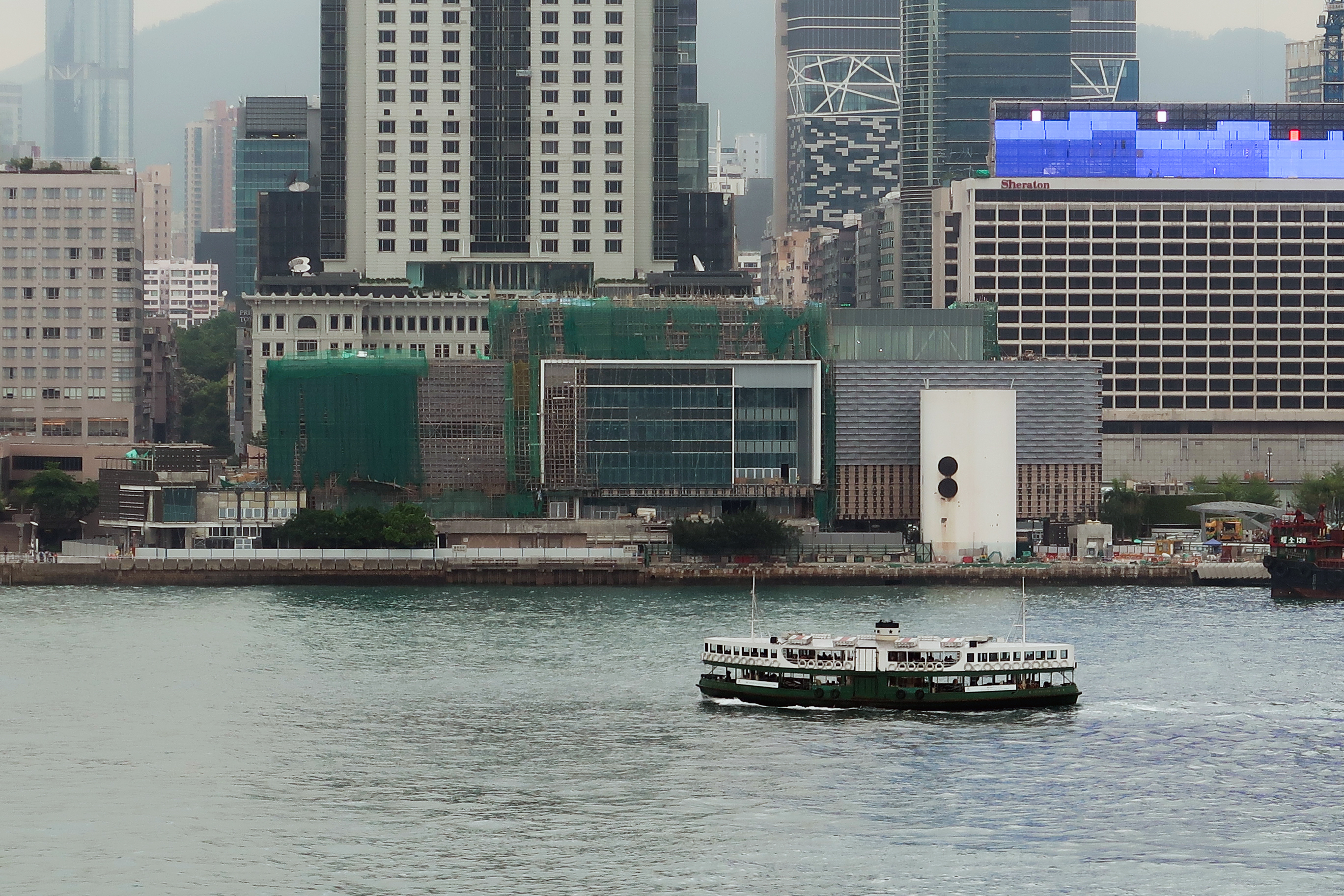
改建中的香港藝術館 （2018年6月）
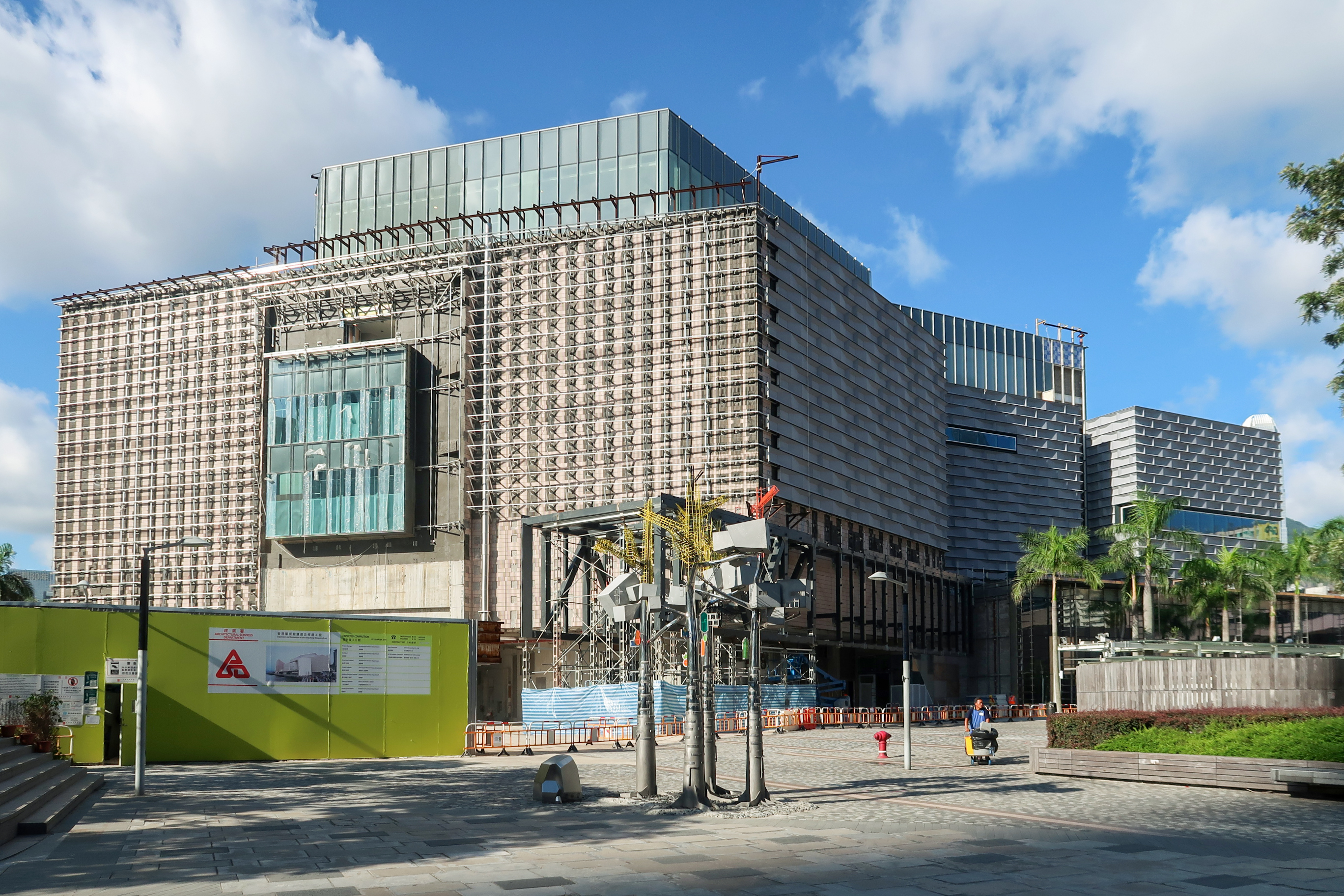
改建中的香港藝術館 （2018年7月）

### 建築物評審
2011年7月，外國旅遊網站 Virtual Tourist 公佈第三屆全球10個最醜陋建築物，尖沙咀的香港藝術館（翻新前）名列第八位。該網站認為香港藝術館的外貌平平無奇，但其內藏逾15,000件藝術品館藏卻是極為難得及珍貴。

## 藏品
香港藝術館的藏品除由館方從不同地方及向收藏家蒐購所得之外，大多由藝術家、收藏家及公眾捐贈所得，主要分為「中國文物」、「外銷藝術」、「現代及香港藝術」、「中國書畫」、「虛白齋藏中國書畫」、「至樂樓藏中國書畫」、「吳冠中畫作及個人文獻」及「靜觀樓藏品」。

### 中國文物

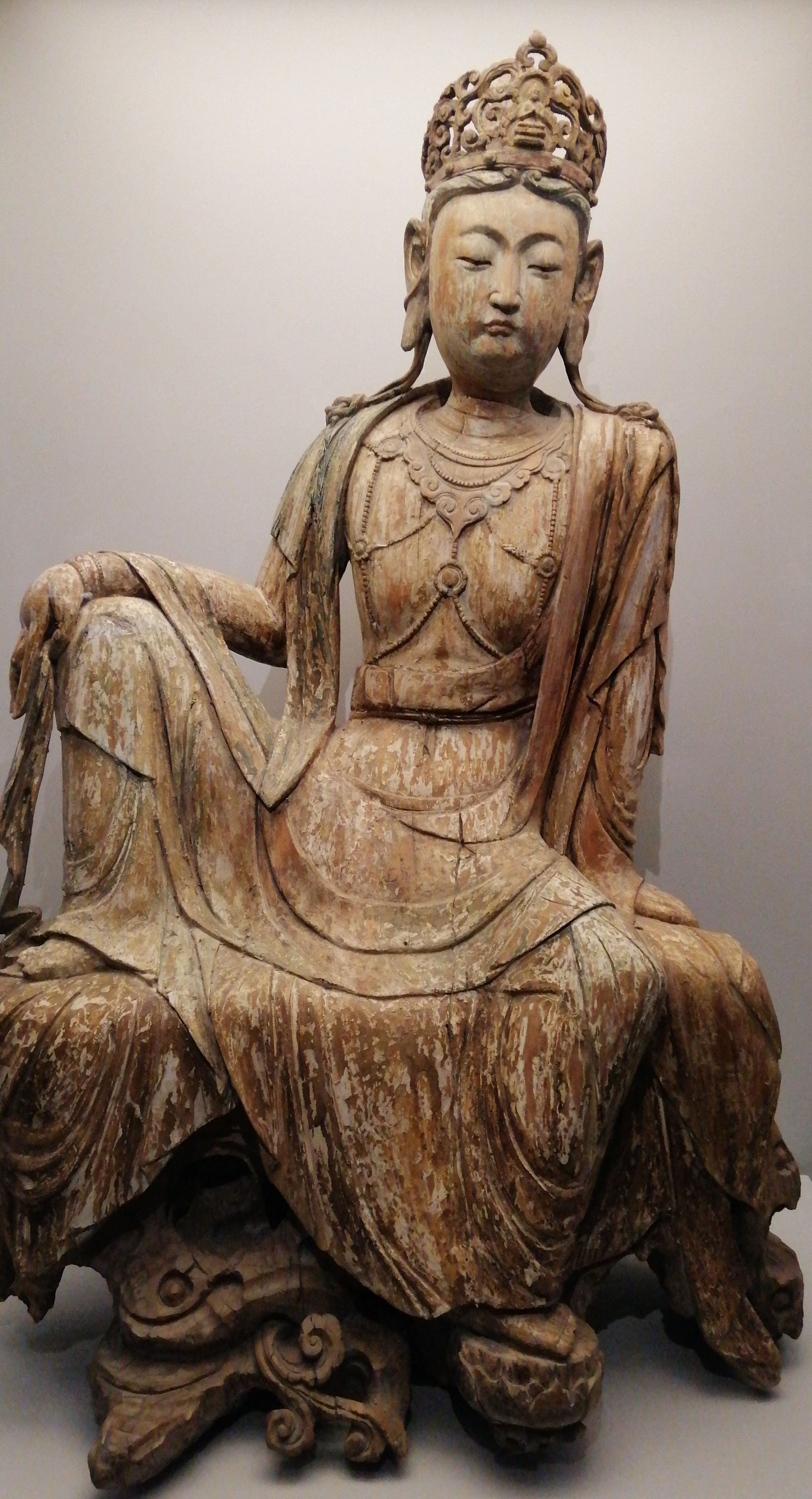
明初 水月觀音雕像

香港藝術館收藏的中國文物頗為豐富，現有藏品已超過4,500多項，種類涵蓋廣泛，計有中國陶瓷、廣東陶瓷、中國外銷陶瓷、東南亞陶瓷、服飾與織繡和其他工藝美術，包括青銅器、玉石雕刻、漆器、琺瑯器、玻璃、竹雕、木刻、象牙、犀角、鼻煙壺及家具等。重要藏品包括羅桂祥捐贈的《五彩十二花神杯》及五大名窰（汝窰、定窰、鈞窰、官窰及哥窰）瓷器，其中尤以《汝窰青釉筆洗》最為貴重，被視為鎮館之寶。另外葉義醫生所捐贈的204件私人藏品亦極為珍貴，捐贈中主要為清代竹刻筆筒、香筒、臂擱及圓雕竹器，種類多樣，雕工精緻，圓雕器物有各種蔬果、動物甚至人物雕塑，皆形神俱備，栩栩如生，另外亦有編竹漆盒和兩件單色釉瓷瓶，其中包括清代康熙年間名雕刻家吳之璠的淺浮雕作品《丁山射雁圖筆筒》。此外，館藏還包括《成化鬥彩蓮花紋高足杯》、《天順五年青花螭龍纏枝牡丹紋瓶》及徐展堂捐贈的《明初水月觀音雕像》等，均為館藏精品。

### 外銷藝術

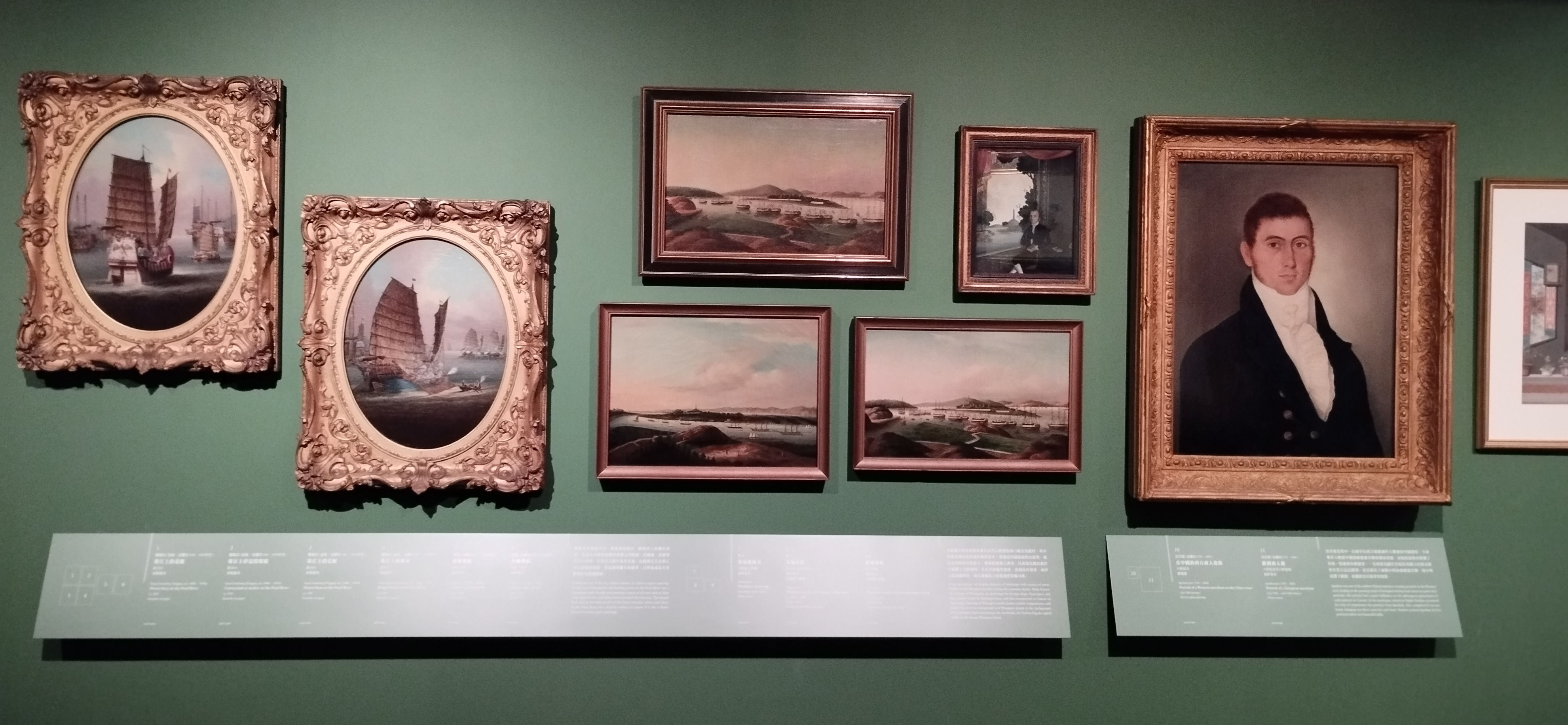
三樓外銷藝術展覽廳

清中業時，一批旅居中國的外藉畫家以西方繪畫技巧創作了一些鋼筆畫、水彩畫及油畫等作品，但卻以中國的人物、風景及風俗作為題材，這類新奇的作品在當時大受歡迎，因此漸漸形成一種新的藝術產業──外銷藝術。早期從事外銷藝術制作的畫家以西方人士為主，知名的有郎世寧及錢納利等。但隨著這些西方畫家所聘用的華人助手掌握了西方繪畫技巧後，他們亦可制作出非常出色的作品，從事外銷藝術制作的畫家也漸漸變成以華人為主，當中知名的有關喬昌（啉呱）、關聯昌（庭呱）及煜呱等。
早在香港藝術館成立之前，商人遮打爵士和何東爵士，先後將其私人珍藏捐贈給香港政府，當中大部分是描繪18、19世紀珠江三角洲及中國沿岸商埠的繪畫，亦有照片及地圖。其後香港政府又收購了塞耶（Geoffrey Robley Sayer）及羅氏（Wyndham Law）的藏畫。1962年香港藝術館前身──大會堂美術博物館成立，接收並負責管理這幾批畫作。藝術館以此作基礎繼續購藏，形成今天頗具規模的外銷藝術藏品，至今藏量已有1,300多套。外銷藝術既能反映出當時知名或佚名畫家的藝術成就，亦是研究歷史的重要實物。

### 現代及香港藝術
藝術館藏有豐富的香港本地藝術，現有藏品超過5,000多項，時間跨越百年。藏品中不但有平面藝術作品，還包括有多項大型立體「裝置藝術」。長久以來，香港藝術館不但只充當本地藝術的收藏及展示機構，同時亦是香港本地藝術的重要推廣機構之一。

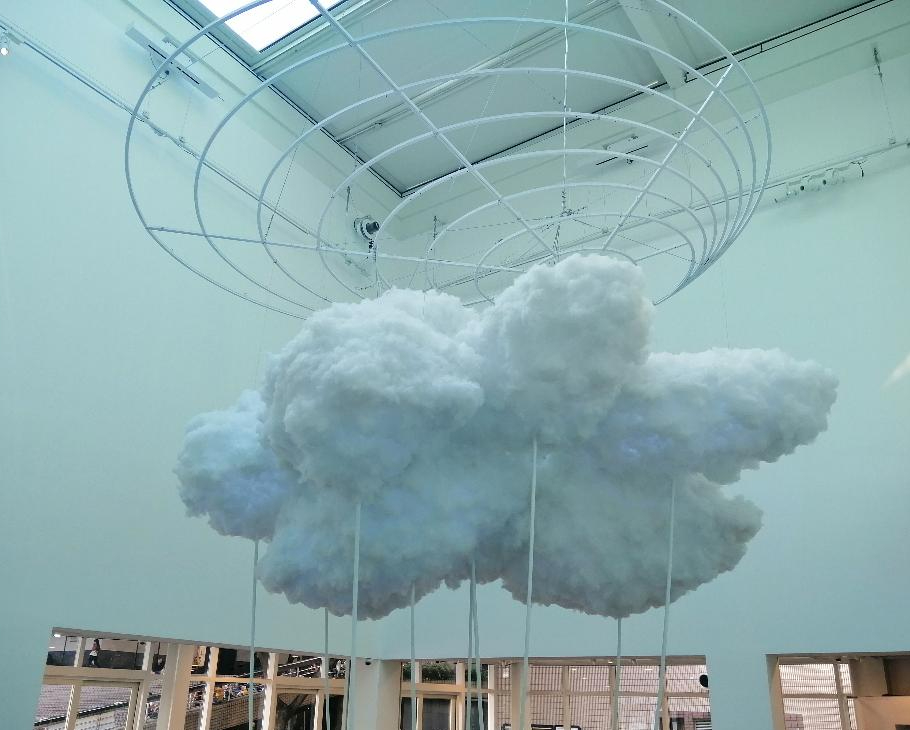
林欣傑《雲圖境像》 （香港藝術家）
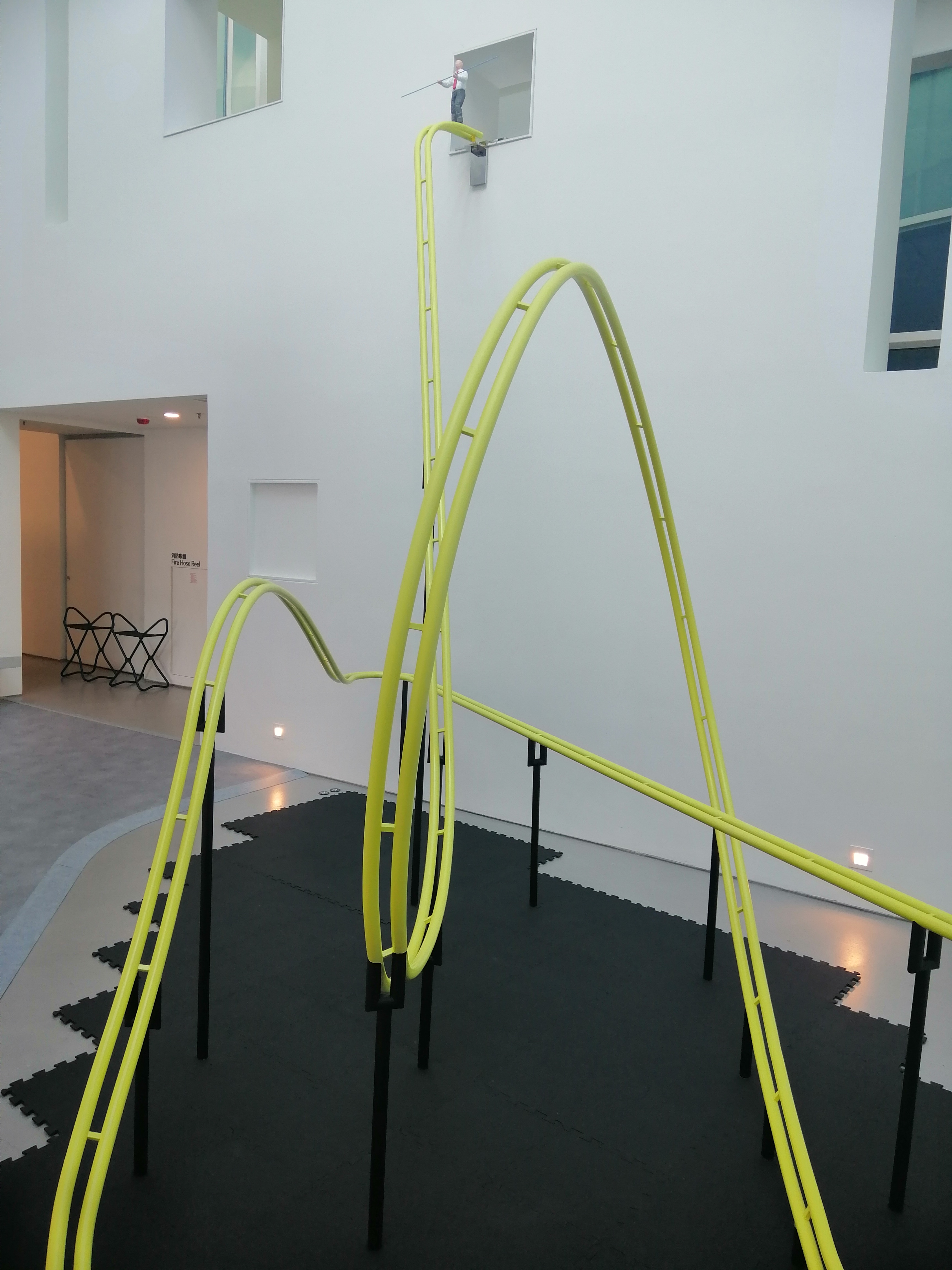
馮力仁《遊樂場系列》 （香港藝術家）

香港藝術館同時收藏有香港本地以外的中外現代藝術作品，吸收世界各地的優點，融合成自己的獨特風格，這正是長久以來香港所扮演的角色。香港華洋雜處的環境，使從生活方式以至文化、藝術各方面既保存中國優良傳統，又見西方思潮的影響，形成多元化的社會和文化特色。香港藝術家不斷在中國文化中尋根，同時亦吸收新時代的精神，在創作上銳意求新，積極改革，形成富地域色彩的獨特藝術風貌。重要藏品包括安迪華荷《毛澤東的肖像》、張曉剛《大家庭no.1》及徐冰《天書》等。

### 中國書畫
藝術館的中國書畫藏品主要分為四部份：「廣東繪畫」、「廣東書法」、「嶺南畫派」及「近代中國繪畫」。至今所收藏的書畫作品已超過5,400 幅，且尚在不斷增加。藏品中不乏名家之作，各項藏品名家計有：
- 「廣東繪畫」藏品中包括有張穆、黎簡、蘇仁山及蘇六朋等名家的作品。
- 「廣東書法」藏品中包括有陳獻章、鄺露、宋湘、羅叔重、何紹基及簡經綸等名家的作品。
- 「嶺南畫派」其歷史淵源比較長遠，最早可追溯至清代中期寓居廣東的江蘇畫家宋光寶及孟覲乙；及後出現「隔山派」的居巢、居廉；最後孕育出「嶺南畫派」，畫派的第一代開創人物為高劍父、高奇峰及陳樹人，他們力倡「新國畫運動」，而第二代出色的接班代表人物為關山月、黎雄才、趙少昂及楊善深等，他們無論在題材上或技法上比前人均有所突破。香港藝術館於有關的藏品頗為豐富，藏有各個時期的名家作品。
- 「近代中國繪畫」藏品中包括有黃賓虹、張大千、林風眠、吳冠中、聶鷗及張羽等名家的作品。

### 虛白齋藏中國書畫

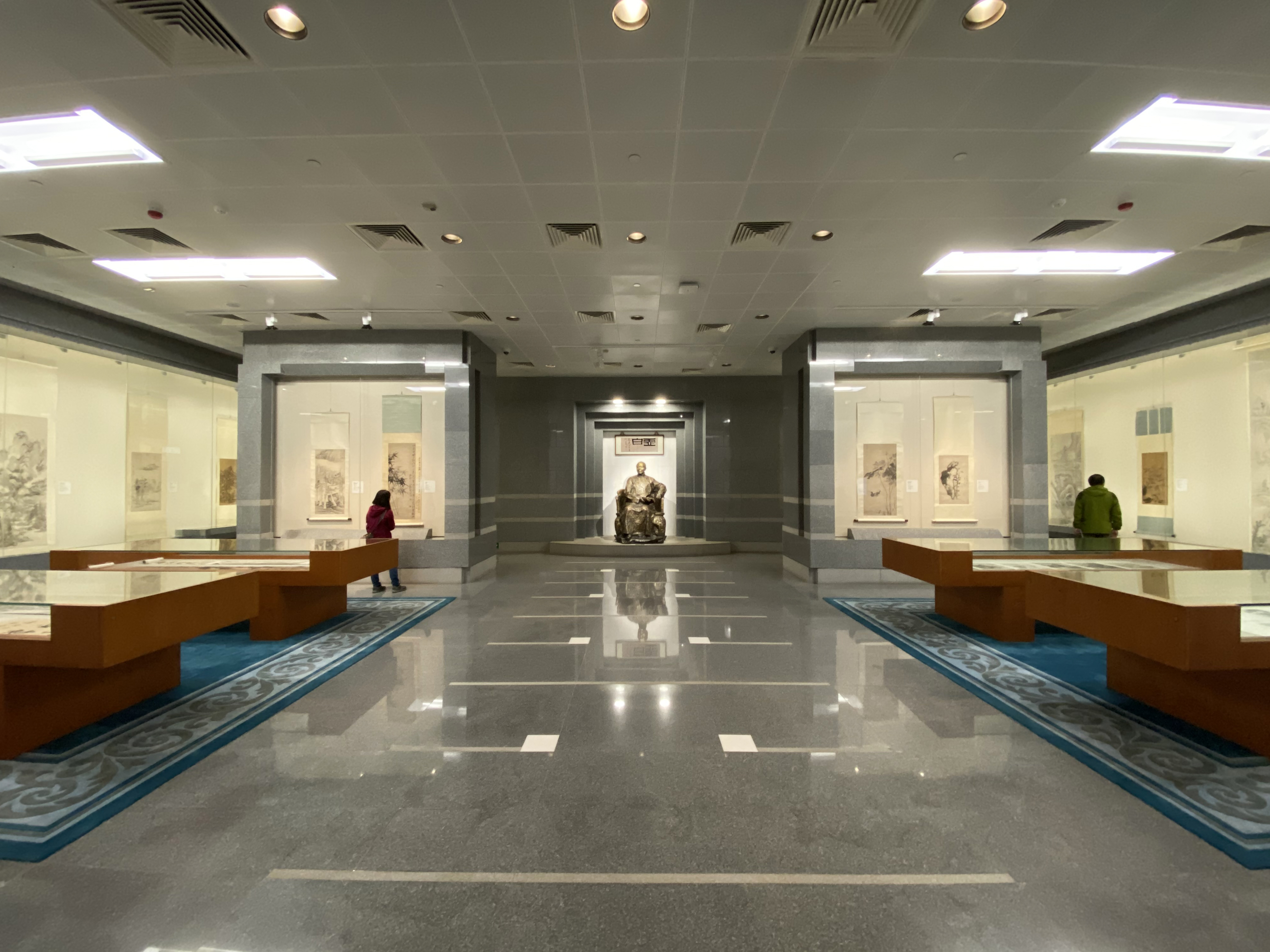
2樓虛白齋藏中國書畫館在1992年建成，經2015年閉館進行翻新和擴建後仍保留原裝修

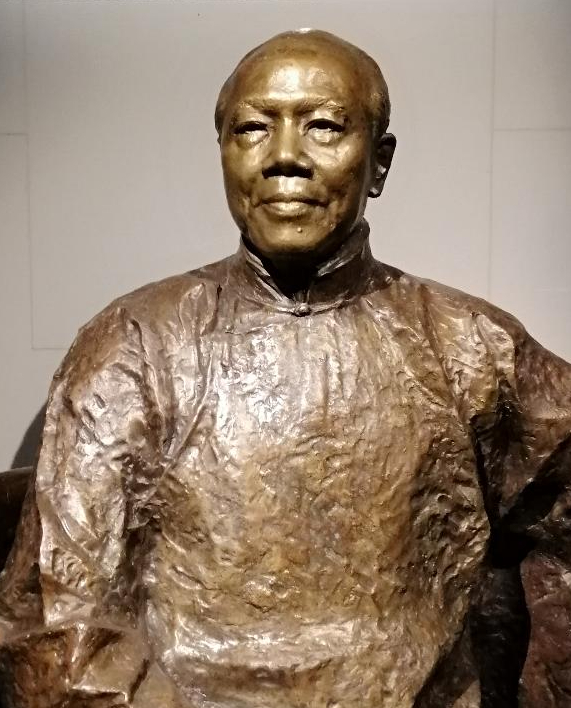
虛白齋藏中國書畫館劉作籌像

書畫鑑藏家劉作籌於1989年把661件虛白齋藏的藏品捐贈予香港藝術館，涵蓋由六朝至二十世紀當代作品。其中尤以明、清兩朝之流派最為齊備、包括揚州八怪及清初六家等。這次的捐贈，是香港藝術館歷來所接受最大的捐贈。到1992年，虛白齋藏中國書畫館建成。

### 至樂樓藏中國書畫

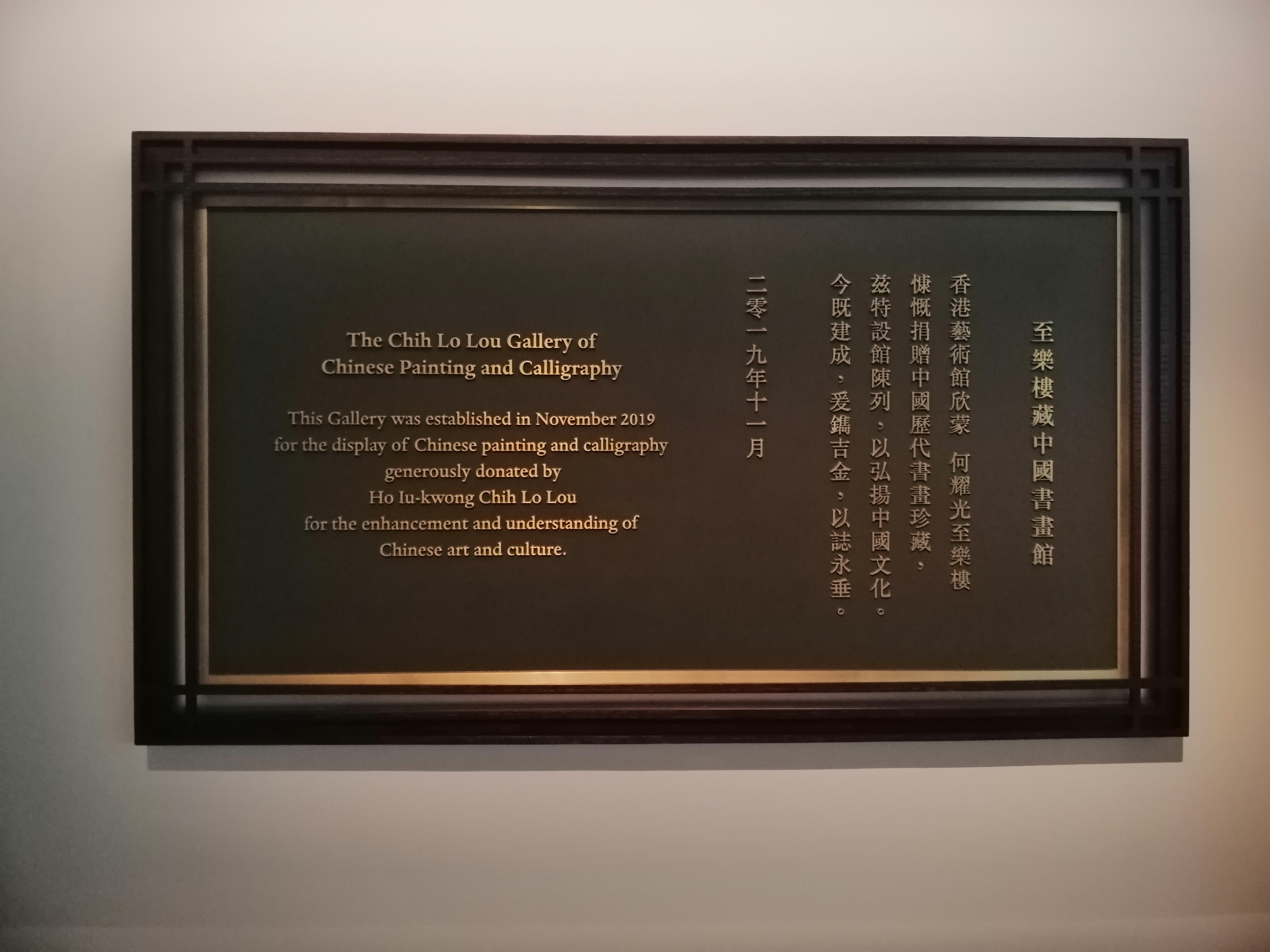
香港藝術館 至樂樓藏中國書畫館誌碑

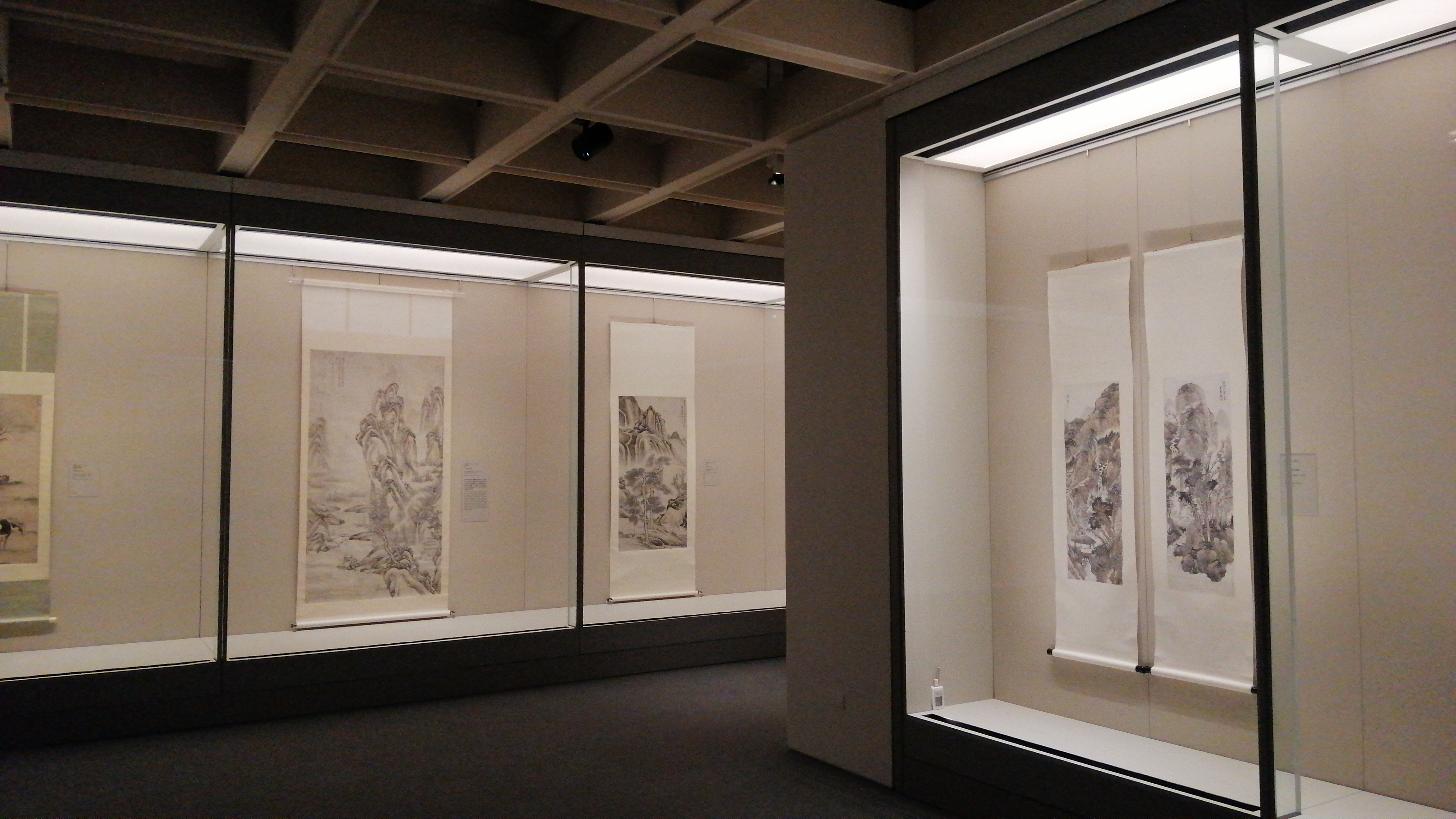
香港藝術館 至樂樓藏中國書畫館內部

「至樂樓藏中國書畫」是已故慈善家何耀光所建立的私人收藏。何氏家族於2018年慷慨無私捐贈355件/組藏品予香港藝術館。2021年，再捐贈8件/組藏品，先後共捐贈363件/組藏品予香港藝術館，作長遠公共展示和教育用途，永久與市民大衆分享
。
2019年，香港藝術館設立永久的「至樂樓藏中國書畫館」，長期展出至樂樓書畫藏品，並舉辦各種學術及教育活動，讓市民大衆能欣賞並分享這批精品。

### 吳冠中畫作及個人文獻

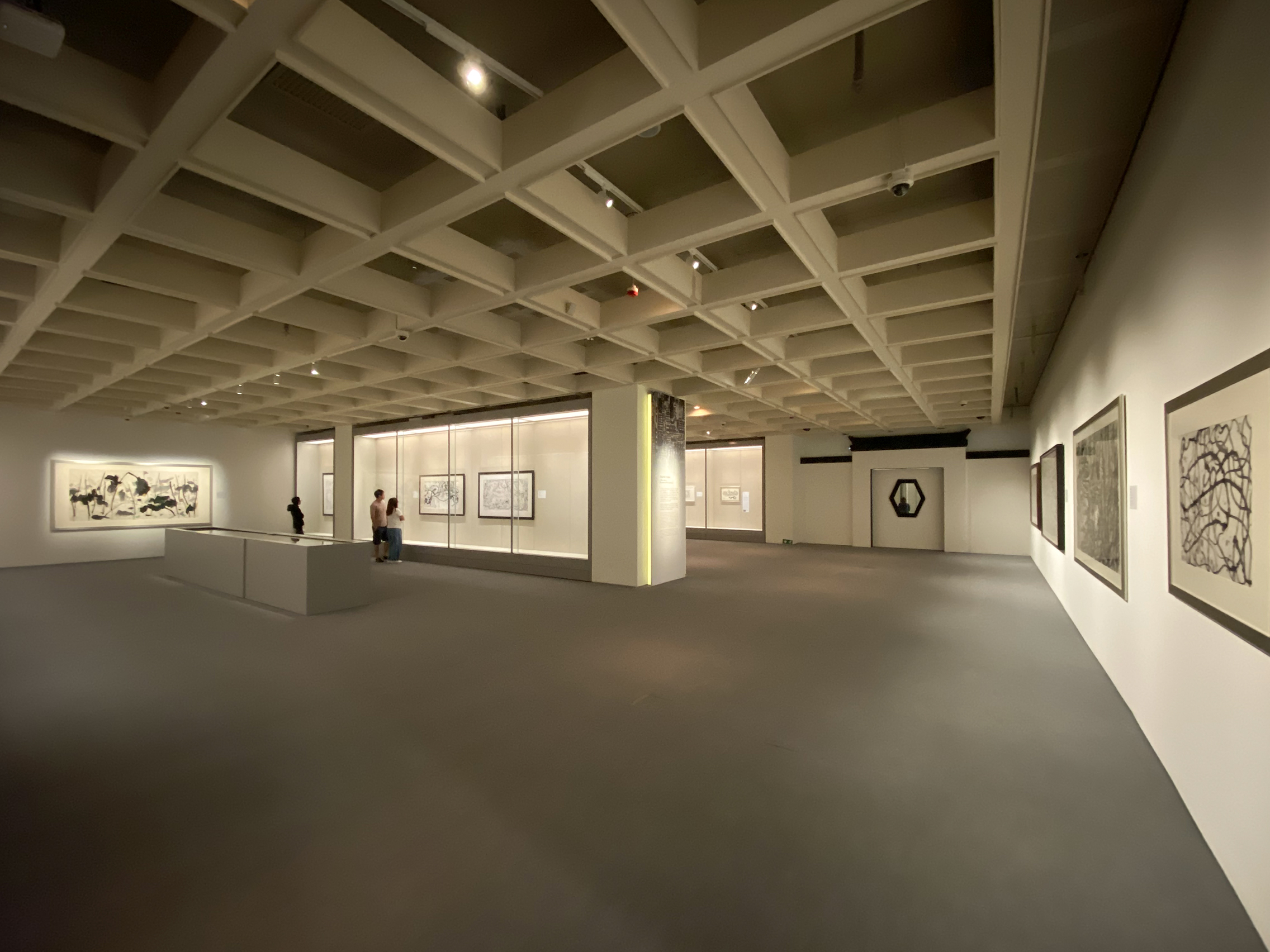
4樓吳冠中藝術廳

已故中國畫家吳冠中曾表示他最優秀的作品是要留給國家和人民大眾的，生前多次向國內外的公營博物館捐贈作品。歷年來他及家人對香港藝術館捐贈不斷，至今累積達450多項，連同藝術館早期購入的兩幅畫作及私人收藏家的捐贈，香港藝術館成為擁有吳冠中作品最多及最豐富的藝術機構，並成為國際上現代中國繪畫收藏及研究的重要中心之一。重要藏品包括《雙燕》、《秋瑾故居》及《憶江南》等。

### 靜觀樓藏品

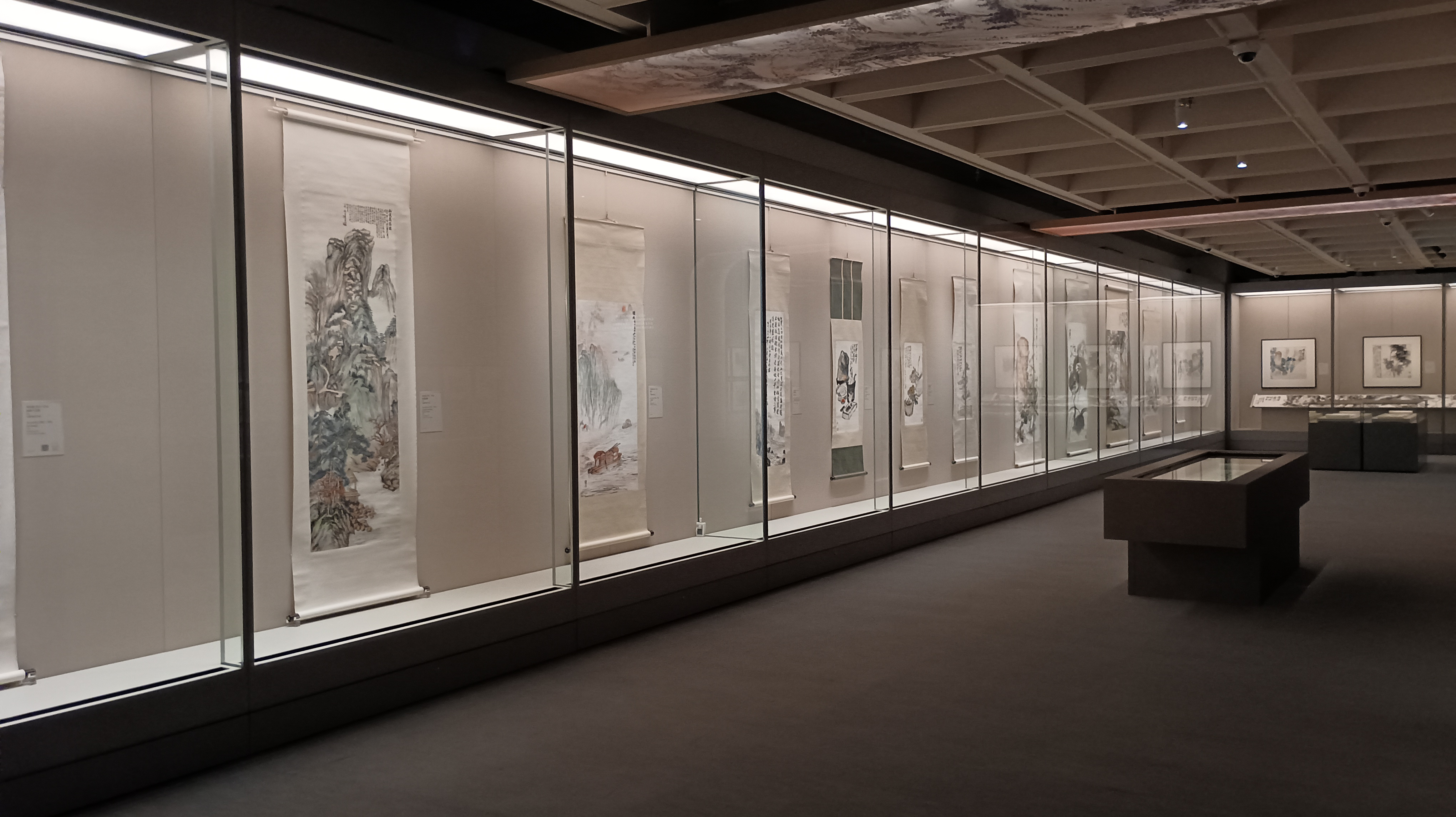
香港藝術館 靜觀樓藏品廳

「靜觀樓」為黃貴權醫生所建立的私人收藏，其藏品以20世紀中國書畫為重心，主要涵蓋滬上名家書畫珍品，以及從清代至近現代的扇面成扇、書法楹聯、袖珍冊頁，連同一系列宜興紫砂壺刻連拓本及黃醫生的個人攝影作品。黃醫生於2021年11月慷慨無私捐贈1,108組藏品予香港藝術館，其捐贈質量俱豐，品類齊備，蔚為大觀。黃醫生素與滬上名家建交多年，對海派作品尤有偏好，當中以朱屺瞻（1892 – 1996）、謝稚柳（1910 – 1997）、陳佩秋（1922 – 2020）不同時期的畫作收藏最為完備。黃醫生的攝影創作從中國傳統文化中汲取養分，深受國畫大師朱屺瞻的影響，作品結合中國書畫審美，與其收藏互為呼應。
香港藝術館於四樓特設「靜觀樓藏品廳」展出靜觀樓及其相關的藏品，讓觀眾可分享欣賞這批作品。

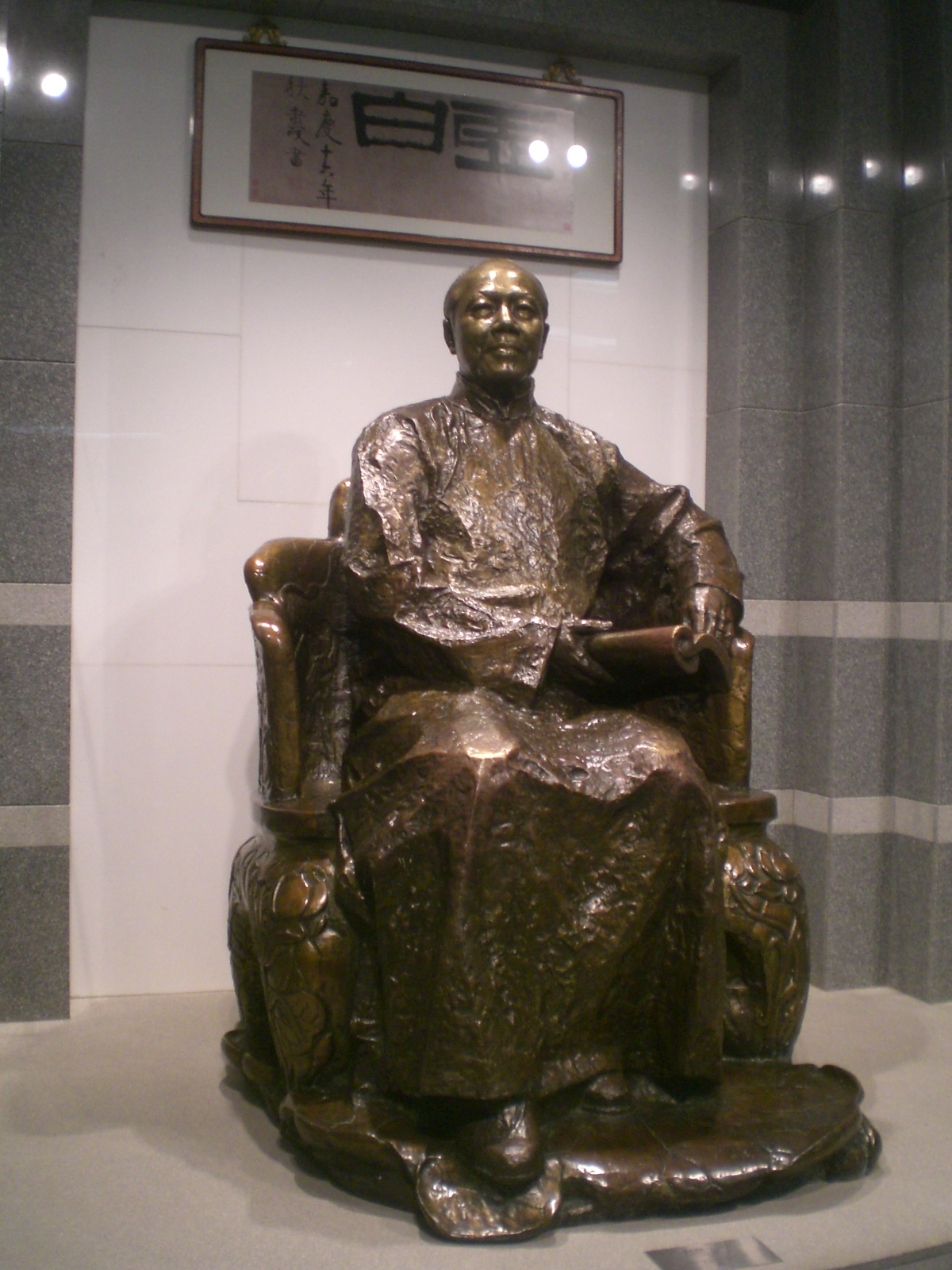
劉作籌塑像
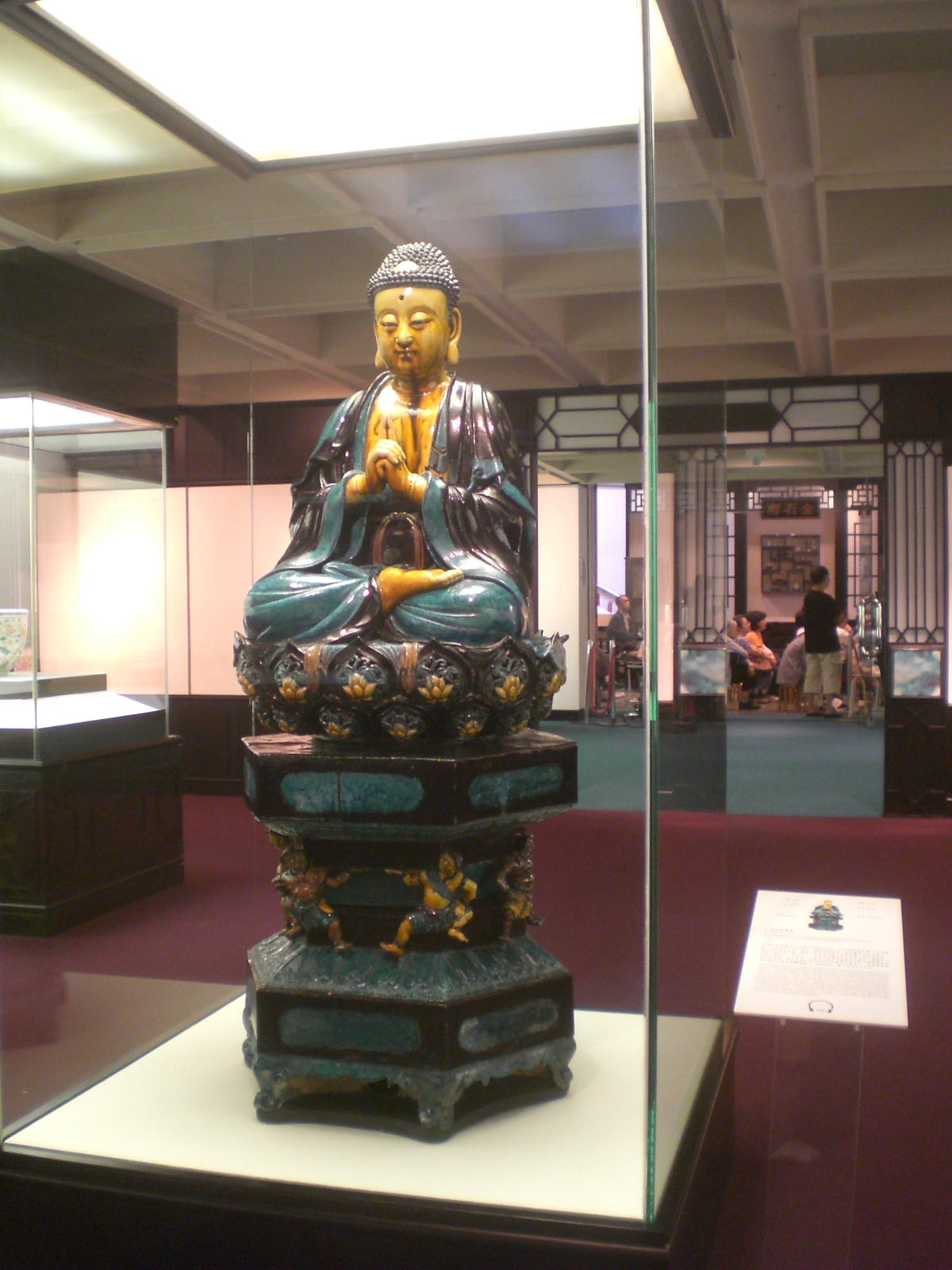
明萬曆四十五年 三彩坐蓮佛像

## 展覽

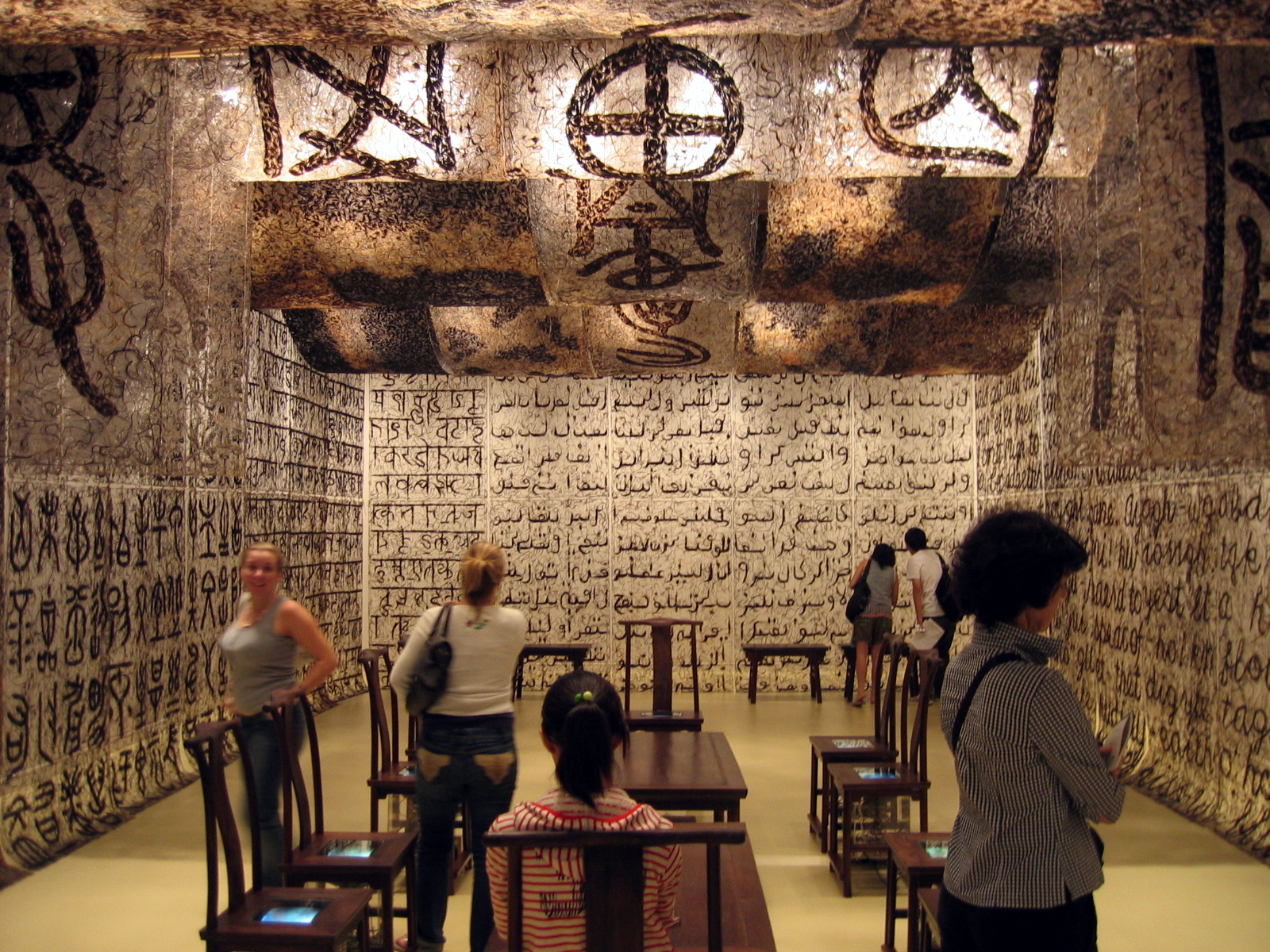
2006年谷文達《天壇》裝置藝術

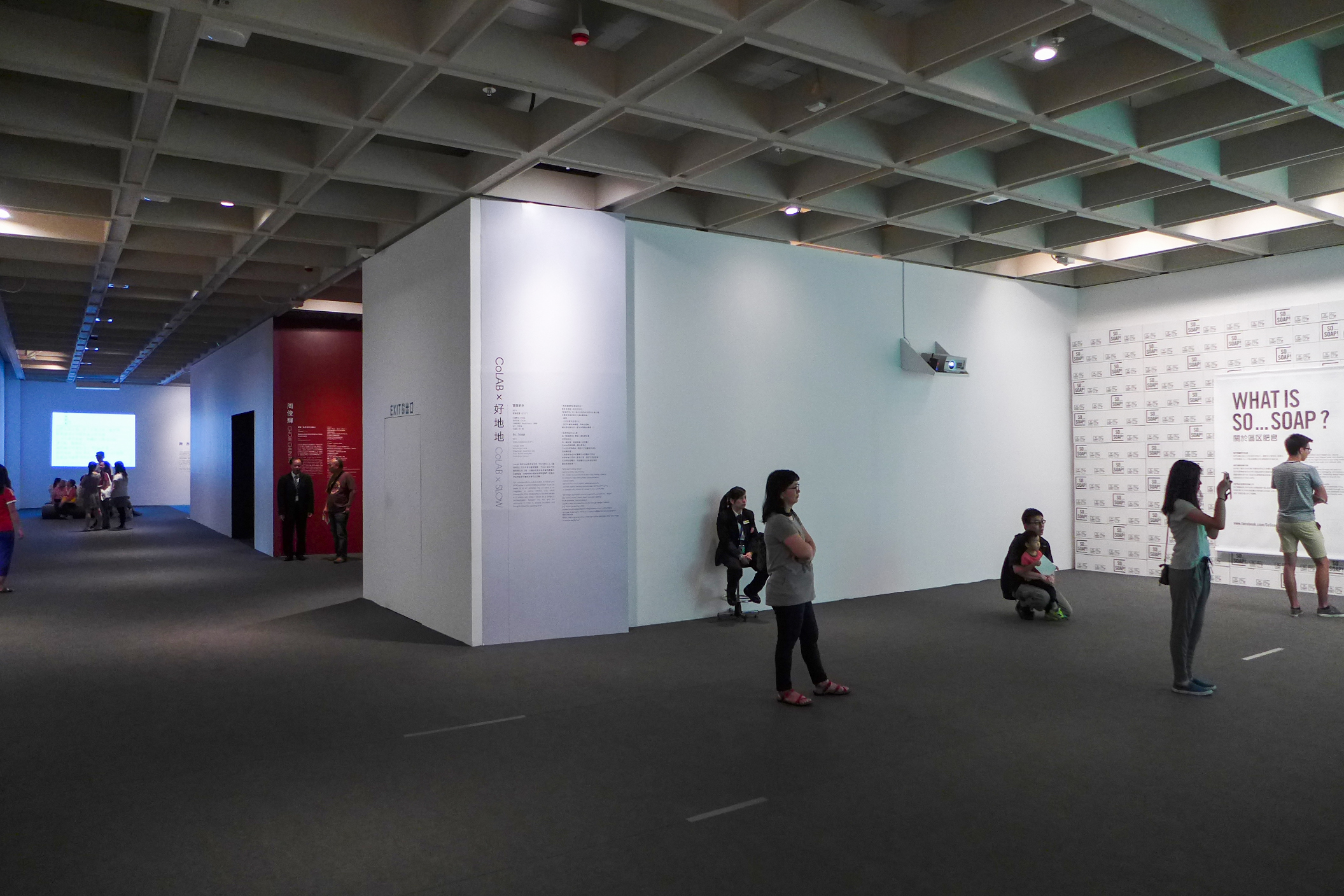
2015年改建前進行的展覽

香港藝術館不時舉行各類型的藝術展覽，並經常與世界各地著名的博物館合作，邀請博物館借出珍貴的展品來港展出，增加市民欣賞藝術的機會和知識。同時，香港藝術館亦會借出本身的珍藏到各地的博物館展出，將香港的藝術文化介紹到世界各地，促進藝術交流。
自首屆香港藝術雙年展於1975年2月1日開幕以來，往後的藝術雙年展均為香港的藝術發展提供展示的平台，亦多成為年內的藝術盛事。
1997年12月16日至1998年3月1日期間，為慶祝香港主權移交予中國而舉行的「國寶—中國歷史文物精華展」，吸引共226,065人參觀。
1998年11月3日至1999年1月17日期間，香港藝術館與大英博物館聯合籌劃的「大英博物館埃及珍寶展」吸引310,029名觀眾參觀，參觀人數為歷年之冠。
2005年2月5日至4月10日期間，香港藝術館展出共四十八幅來自法國奧塞博物館及法國其他美術館珍藏的印象派大師的名畫，吸引284,263名觀眾參觀，為第二大參觀人數最多的展覽。
2006年9月30日至12月3日，由康樂及文化事務署及巴黎龐比度中心聯合主辦、法國駐香港總領事館協辦；並由香港藝術館及巴黎龐比度中心聯合籌劃的「大師對象—巴黎龐比度中心珍藏展」參觀人次達133,986人。
2007年為慶祝香港主權移交十週年，藝術館與故宮博物院舉辦「國之重寶─故宮博物院藏晉唐宋元書畫展」，其中重點展品是國寶級文物北宋張擇端的作品清明上河圖。整個展覽吸引逾十萬人次觀賞，當局更需要延長展覽期。
2009年，由香港藝術館籌劃、康文署與法國名牌「路易威登(LV)」及路易威登創意基金會合辦的《路易威登:創意情感》藝術展展。覽帶來路易威登創意基金會的當代藝術珍藏，包括一系列珍貴的古董行李箱及旅行袋和全球 12 位當代藝術家的作品，部分珍藏更是首次於亞洲展出。不過展覽引起藝術界別人士批評政府運用公帑替商業品牌提升品牌形象及賣廣告。
2012年5月，「有情世界─豐子愷的藝術」展覽。
2012年6月，為慶祝香港回歸15周年，藝術館與北京故宮博物院舉辦「乾隆皇帝的秘密花園展覽」，展出77套（共95件）來自北京故宮博物院所藏乾隆盛世珍品，其中20套（共35件）是首次展出的文物，42套（共43件）則取自乾隆花園。
2012年12月16日至2013年4月1日，舉行「安迪．華荷：十五分鐘的永恆」展覽，數量達468件，橫跨這位美國普普藝術大師1950年代成名至80年代逝世前時期的作品，更包括罕見的兒童畫。
2013年3月22日至2013年10月30日，舉行「館藏一百- 香港藝術館藏中國繪畫特展」展覽，精選100幅由明末至當代的中國繪畫藏品。
2013年5月17日至2013年8月18日，舉行「原道─中國當代藝術的新概念」展覽。展出30多位分別是內地、台灣、香港以及海外華人藝術家的創作。
2020年10月23日至2021年2月24日，為慶祝中意建交50周年，香港藝術館首度與國際知名的意大利烏菲兹美術館合作合辦「波提切利與他的非凡時空—烏菲茲美術館珍藏展」，展出著名文藝復興畫家桑德罗·波提切利之畫作。
2022年5月，香港藝術館因疫情放緩後重開，並新設6個展覽，將科技融入藝術。當中包括由香港藝術家吳子昆創作的「語外觀內—從語境框架到觀賞本身」，由觸控屏幕和16米長的LED牆組成；以及透過大型投影和聲效動畫裝置設置的「想識·賞析中國山水畫」。
2022年7月15日至2022年11月2日，香港藝術館與意大利卡波迪蒙特博物館聯合舉辦「走進巴洛克──卡波迪蒙特博物館珍藏展」，是次展覽將聚焦卡波迪蒙特博物館的40件意大利那不勒斯珍藏，這些藏品首次於香港展出，當中包括提香、艾爾·葛雷柯、安尼巴萊‧卡拉奇、阿爾泰米西婭‧真蒂萊斯基等16至17世紀大師的作品。
2023年3月3日至2023年6月28日，香港藝術館與巴塞隆拿胡安‧米羅基金會聯合舉辦名為「米羅的詩想日常」展覽，胡安·米羅為20世紀其中一位最享負盛名的西班牙藝術家，是次展覽共展出94件藝術作品（包括繪畫、雕塑、素描、紡織品、石版畫、海報）和影像資料，其中許多作品來自米羅本人於1975年成立的巴塞隆拿胡安‧米羅基金會。
2023年11月3日至2024年2月28日，香港藝術館與烏菲茲美術館聯合舉辦名為「提香與文藝復興威尼斯畫派──烏菲茲美術館珍藏展」展覽，展出包括提香及威尼斯藝術大師如喬爾喬內、丁托列托及委羅內塞等的經典作品，精選展品包括提香的《花神》和《維納斯、邱比特、小狗與鷓鴣》、喬爾喬內的《梅瑟（摩西）的考驗》、丁托列托的《維納斯、邱比特與伏爾甘》及委羅內塞的《基督受洗》等。全部50幅作品均是首次在香港展出，大部分更是第一次在亞洲亮相。
2025年1月17日至2025年5月7日，香港藝術館與法國橘園美術館及奧賽博物館聯合籌劃名為「塞尚和雷諾阿的世界──法國橘園美術館及奧賽博物館珍藏展」展覽，展出來自法國橘園美術館及奧賽博物館的52件珍藏畫作，包括保羅．塞尚和皮埃爾–奧古斯特．雷諾阿兩位法國印象派藝術大師的作品。

## 歷任總館長
- 香港博物美術館館長
  - 約翰‧溫訥 John Warner（1962年至1975年）
- 香港藝術館館長
  - 譚志成（1975年至1985年）
- 香港藝術館總館長
  - 譚志成（1985年至1993年）
  - 曾柱超（1993年至2000年）
  - 朱錦鸞博士（2001年至2006年）
  - 鄧海超（2006年至2011年）
  - 譚美兒（2012年至2019年）
  - 莫家詠博士（2019年至今）

## 外部連結
- 官方网站
- 香港藝術館的Facebook專頁
- 香港藝術館的Instagram帳戶
- YouTube上的香港藝術館頻道
- 香港藝術館55周年網上展覽 -「我們的回憶」 （页面存档备份，存于）